# Chiesa evangelica valdese
La Chiesa evangelica valdese è una chiesa cristiana riformata di tradizione valdese (corrente calvinista), con un'organizzazione di tipo presbiteriano, presente da circa otto secoli in Italia.
La Chiesa valdese è parte della Federazione delle Chiese evangeliche in Italia, dell'Alleanza mondiale delle Chiese riformate, della World Communion of Reformed Churches e del Consiglio ecumenico delle Chiese. Nel 1975 si è unita alla Chiesa metodista italiana, dando vita all'Unione delle Chiese metodiste e valdesi.
Nel 2017 contava 21 657 membri di Chiesa in Italia (gran parte dei quali nelle valli valdesi) e in alcune comunità di lingua italiana nelle maggiori città della Svizzera; i pastori erano 84 (63 uomini e 21 donne). I fedeli della "chiesa sorella" sudamericana, la Iglesia Evangélica Valdense del Río de la Plata, sono circa 13 000 in Argentina e Uruguay.

## Storia

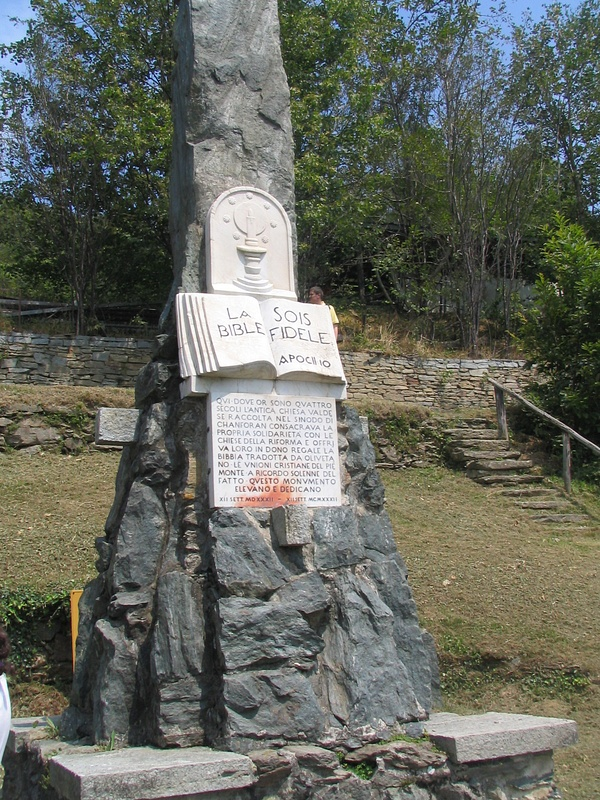
Monumento in memoria del Sinodo di Chanforan tenuto dalla chiesa valdese nel 1532, ad Angrogna (TO), nelle Valli Valdesi

La Chiesa valdese nacque a Lione nel XII secolo con gli insegnamenti di Valdo di Lione (Lione, 1140 – 1206 circa) come risposta alla corruzione dell'epoca della Chiesa di Roma. Presenti in Italia dal XIII secolo, per secoli i valdesi furono oggetto di dure persecuzioni. Tra queste, particolarmente cruente furono quelle del XVII secolo nelle valli valdesi del Piemonte: le Pasque piemontesi del 1655, e le persecuzioni del 1686, sfociate nell'esilio e nel successivo Glorioso rimpatrio. Il 17 febbraio 1848, con le Lettere patenti, il re Carlo Alberto concesse i diritti civili ai valdesi. Da allora la Chiesa valdese si è sviluppata e diffusa in tutta la penisola italiana.
Durante l'occupazione nazista dell'Italia settentrionale nella seconda guerra mondiale, i valdesi italiani furono attivi nel mettere in salvo molti ebrei, che altrimenti sarebbero stati minacciati dallo sterminio imminente, nascondendoli nella stessa val Pellice, il territorio in cui gli antenati valdesi trovarono rifugio.
I primi insediamenti di valdesi italiani in Sudamerica sono nati nel 1856 ed oggi la Chiesa valdese del Río de La Plata (Iglesia valdense de Rio de La Plata) ha 24 congregazioni e 13 000 membri divisi fra l'Uruguay e l'Argentina.
I valdesi sono diffusi soprattutto in Piemonte, dove contano 41 chiese (120 in tutta Italia) di cui 18 nelle cosiddette valli valdesi, ed hanno il loro centro a Torre Pellice, in provincia di Torino. La città di Torino ha quattro chiese valdesi. A Roma le chiese sono due: quella storica e più antica di via IV novembre e quella di piazza Cavour, collegata alla Facoltà valdese di teologia. Ogni anno, nell'ultima settimana di agosto, i deputati delle chiese locali e i pastori si riuniscono a Torre Pellice per condurre il Sinodo valdese, massimo momento assembleare e decisionale nella vita delle chiese.
Da ricordare l'isola linguistico-religiosa di Guardia Piemontese in Calabria, dove la popolazione, pur non professando ormai più la fede riformata valdese a seguito della strage del 1561 ad opera dell'inquisizione romana, parla ancora un dialetto occitano. Sulla piazza centrale, chiamata piazza della Strage, la porta del Sangue ricorda il triste episodio.
Negli ultimi decenni si è sviluppato, nonostante le comprensibili diffidenze dovute alle vicende storiche, un dialogo ecumenico con la Chiesa cattolica, il cui risultato più concreto è l'intesa sui matrimoni misti negli anni novanta. Permangono notevoli distanze anche riguardo alle questioni etiche, quali la contraccezione, l'interruzione di gravidanza, l'accanimento terapeutico e l'eutanasia.
Resta forte l'impegno politico dei valdesi, i quali hanno partecipato attivamente al Risorgimento e alla Resistenza. Esponenti della chiesa - tra i quali spesso anche pastori (come Tullio Vinay, Lino De Benetti e Domenico Maselli negli ultimi anni) - sono stati eletti al Parlamento italiano. Sono membri della Chiesa evangelica valdese due ex ministri (Valdo Spini e Paolo Ferrero), un ex presidente di regione (Riccardo Illy), un ex deputato (Domenico Maselli), un senatore (Lucio Malan), un deputato (Luigi Lacquaniti), un sindaco di città capoluogo di provincia (Rosario Olivo), alcuni consiglieri regionali e l'eurodeputato Niccolò Rinaldi.

## Dottrina
Nell'esegesi biblica, la Chiesa valdese, nelle sue espressioni oggi ufficiali, rifiuta l'approccio letteralista o fondamentalista, accostandosi piuttosto ai testi della Bibbia con il metodo storico-critico. I testi vetero- o neotestamentari vengono contestualizzati nell'ambiente storico e sociale in cui furono scritti, e interpretati alla luce di un messaggio evangelico universale e sempre valido.

### Laicità dello stato, temi etici e progressismo sociale
I valdesi sono sempre stati impegnati a favorire la piena laicità dello Stato. La chiesa valdese si è pronunciata in senso fortemente contrario all'esposizione del crocifisso, e più in generale di ogni simbolo religioso, in luoghi pubblici. Per quanto riguarda i cosiddetti "temi etici", i valdesi hanno favorito il dibattito su temi quali omosessualità, aborto, testamento biologico ed eutanasia. Si è anche detta molto favorevole ai registri per il testamento biologico, che in molte città sono gestiti dalle comunità valdesi. Durante il sinodo del 2010, la chiesa valdese si è espressa a favore della ricerca sulle cellule staminali.

### Valdismo e omosessualità
Nella Chiesa valdese di oggi è largamente prevalente un'apertura ai temi dell'omoaffettività. Il sinodo valdese, a larga maggioranza, ha deliberato in favore della benedizione delle coppie omosessuali. La Chiesa valdese si impegna attivamente nella lotta contro l'omofobia e nel supporto alle persone LGBT. Il dibattito sul tema dell'omosessualità avviene anche tramite la R.E.F.O. (Rete Evangelica Fede e Omosessualità) e l'Associazione Fiumi d'acqua viva - Evangelici su fede e omosessualità".
La benedizione delle coppie omoaffettive è stata approvata da un ordine del giorno del sinodo della Chiesa valdese il 26 agosto 2010 « laddove la chiesa locale abbia raggiunto un consenso maturo e rispettoso delle diverse posizioni »; l'orientamento è stato confermato nel corso del Sinodo 2011..
A tale posizione si oppone un gruppo minoritario di dissenzienti, radunati nell'associazione Sentieri Antichi Valdesi, che si ritengono i più fedeli ai principi espressi dalla confessione di fede della Chiesa valdese e considerano l'omosessualità una "degenerazione" dell'ordinamento divino e un peccato dal quale il credente debba ravvedersi. Il diverso approccio scelto da tale gruppo minoritario ha come nocciolo teorico il letteralismo legato al richiamo delle citazioni del Levitico, approccio che contrasta con la riflessione storica, filologica ed esegetica condotta dalla Chiesa valdese, unita - da un lato - alla constatazione dei risultati della scienza circa la naturalità dell'orientamento omosessuale e - dall'altro - al messaggio evangelico di inclusione così come esplicitato e vissuto da Gesù verso tutti coloro che manifestavano, oltre alla fede, l'amore, compreso l'amore omosessuale.
Nelle date attorno alla Giornata internazionale contro l'omofobia (17 maggio), la Chiesa valdese, insieme ad altre confessioni cristiane e alla Chiesa cattolica, sostiene e organizza veglie di preghiera in memoria delle vittime dell'omofobia e della transfobia.

## Intesa con lo Stato italiano
Lo Stato Italiano, oltre al Concordato con la Chiesa cattolica, ha stretto intese con alcune confessioni religiose presenti nel Paese, ai sensi dell'art. 8 della Costituzione. L'Intesa con la Tavola valdese è stata conclusa 21 febbraio 1984 e approvata con la legge 449/1984, revisione conclusa il 25 gennaio 1993 e approvata con la legge 409/1993.

## Lo stemma valdese

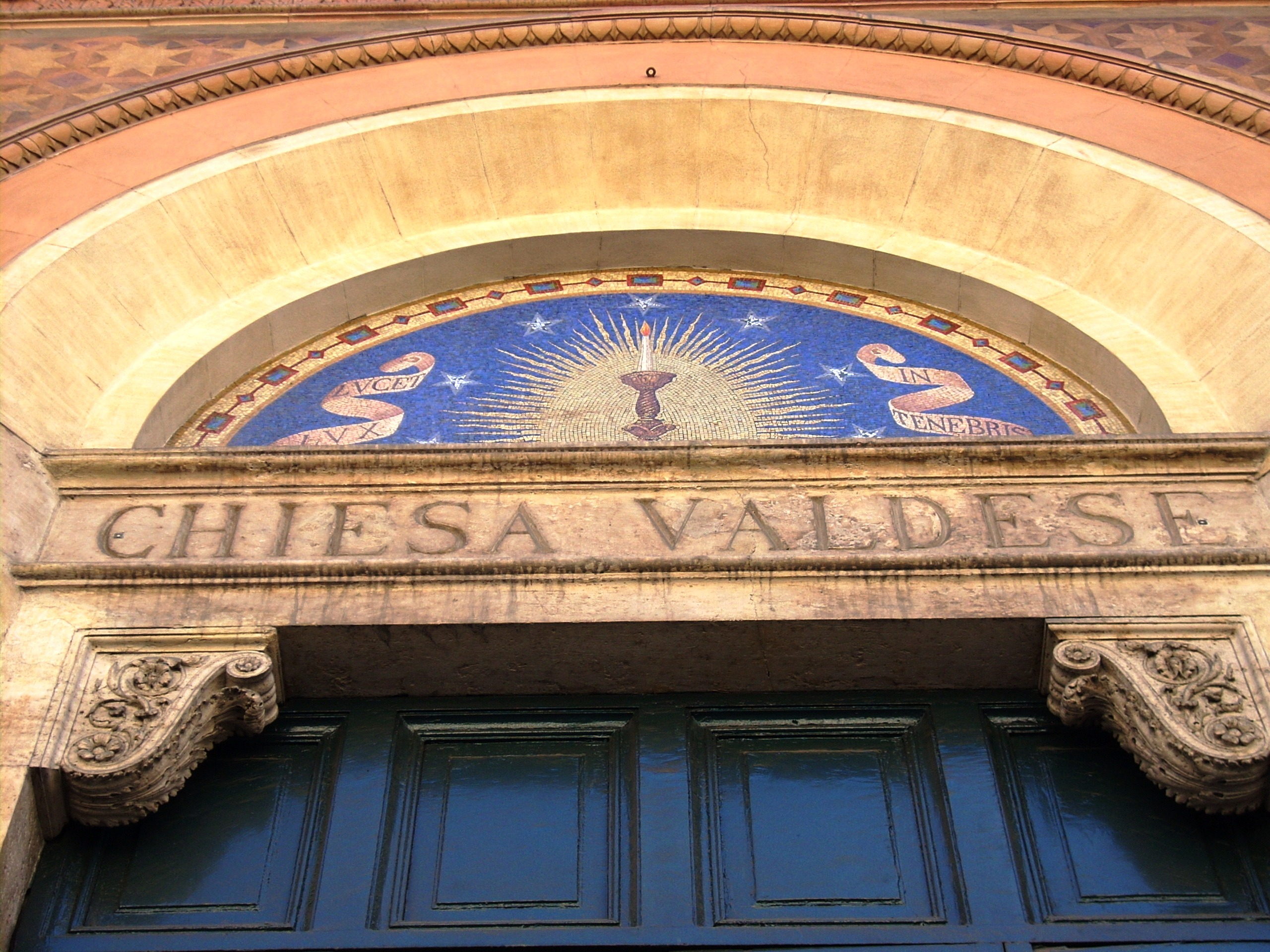
Iscrizione e candeliere valdese sul portale del tempio valdese di Roma

Le chiese valdesi hanno oggi come stemma un candeliere con una candela accesa, attorno alla cui fiamma stanno sette stelle e la scritta Lux lucet in tenebris.
Scarsi e sparsi sono gli scritti sullo stemma valdese pubblicati nel corso del tempo sui periodici valdesi e altrove: essi sono di vario tipo, dal carattere storico all'araldico, dal pastorale al poetico, dal meditativo all'esortativo.
La forma dell'emblema valdese ha subito non poche modificazioni, secondo l'epoca, l'estro e le intenzioni del disegnatore di turno, causando a volte dibattiti e polemiche alla vana ricerca della sua forma originale o di quella considerata più acconcia.
Apparso per la prima volta nel 1640 sul frontespizio di un libro di Valerio Grosso, allora pastore a Bobbio Pellice, una trentina di anni più tardi lo si trova nell'opera di Jean Léger, Histoire des Vaudois des Alpes.
Di origine ignota, probabilmente in relazione con lo stemma dei conti di Luserna, antichi feudatari della Val Pellice. Compare per la prima volta in opere a stampa del XVII secolo. La candela o fiamma sul candeliere associata alla scritta "in tenebris lux" o "lux lucet in tenebris" è chiaro riferimento al testo evangelico di Giovanni 1,5 dove Gesù è detto luce che risplende nelle tenebre.
Le stelle sono quasi sicuramente un riferimento alla visione dell'Apocalisse (cap. 1, 16) dove Gesù è presentato come un sacerdote nella cui mano destra stanno sette stelle che rappresentano le chiese dell'Asia allora perseguitate.
Con questa immagine le chiese valdesi intendevano comunicare: siamo come una lampada che regge la luce del vangelo e siamo come le sette chiese perseguitate dell'Apocalisse.
Molto probabilmente i valdesi del XVII secolo hanno tratto quest'idea dal blasone dei conti di Luserna, allora signori della val Pellice, che per questo si chiamava val Luserna fino al tempo della Rivoluzione francese. Si tratta di una lampada accesa, in latino appunto lucerna, con una scritta anch'essa di origine biblica: Verbum tuum lampada pedibus meis ("la tua parola è una lampada al mio piede"; Salmo 119, 105).

## Organizzazione
La più alta autorità valdese è il Sinodo, cioè l'assemblea generale composta da 180 membri che si riunisce ogni anno partendo dalla domenica che precede l'ultimo venerdi d'agosto, e finisce allo scadere di quest'ultimo, a Torre Pellice.
L'organo che rappresenta la Chiesa verso lo Stato e le altre organizzazioni ecumeniche è la Tavola Valdese, composta da 7 membri e presieduta dal moderatore. Le cariche hanno una durata limitata a 7 anni.
L'attuale moderatrice è la diacona Alessandra Trotta, in carica dal 2019, subentrata al pastore Eugenio Bernardini.

## Premi e riconoscimenti
- Nel 2016 ha ottenuto il Premio Giornalistico Archivio Disarmo - Colombe d'oro per la pace, per il progetto Corridoi Umanitari insieme alla Comunità di Sant'Egidio e alla Federazione delle Chiese Evangeliche in Italia.

## Galleria d'immagini
Templi valdesi nelle Valli Valdesi

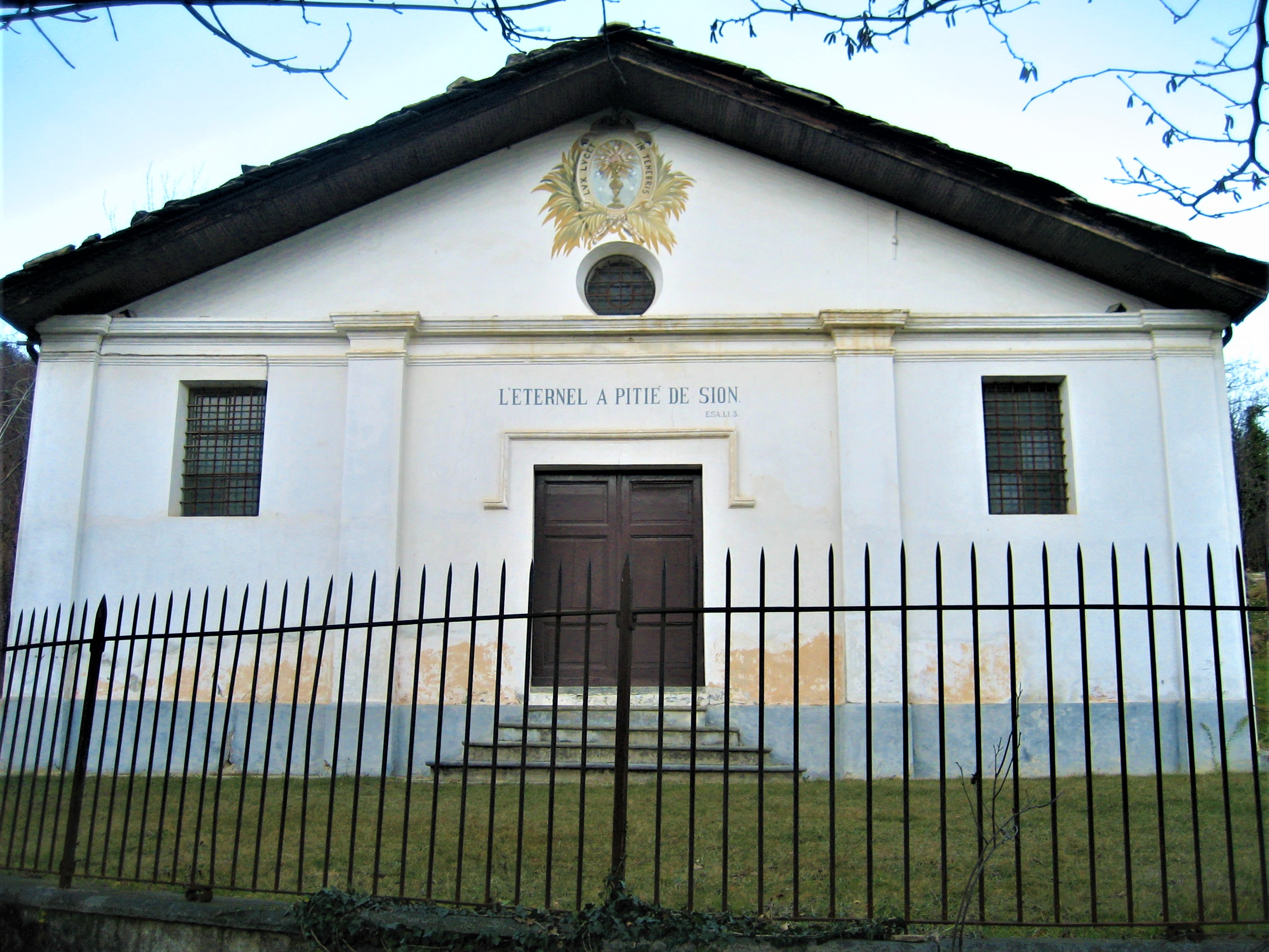
Ciabàs, il più antico tempio valdese d'Italia
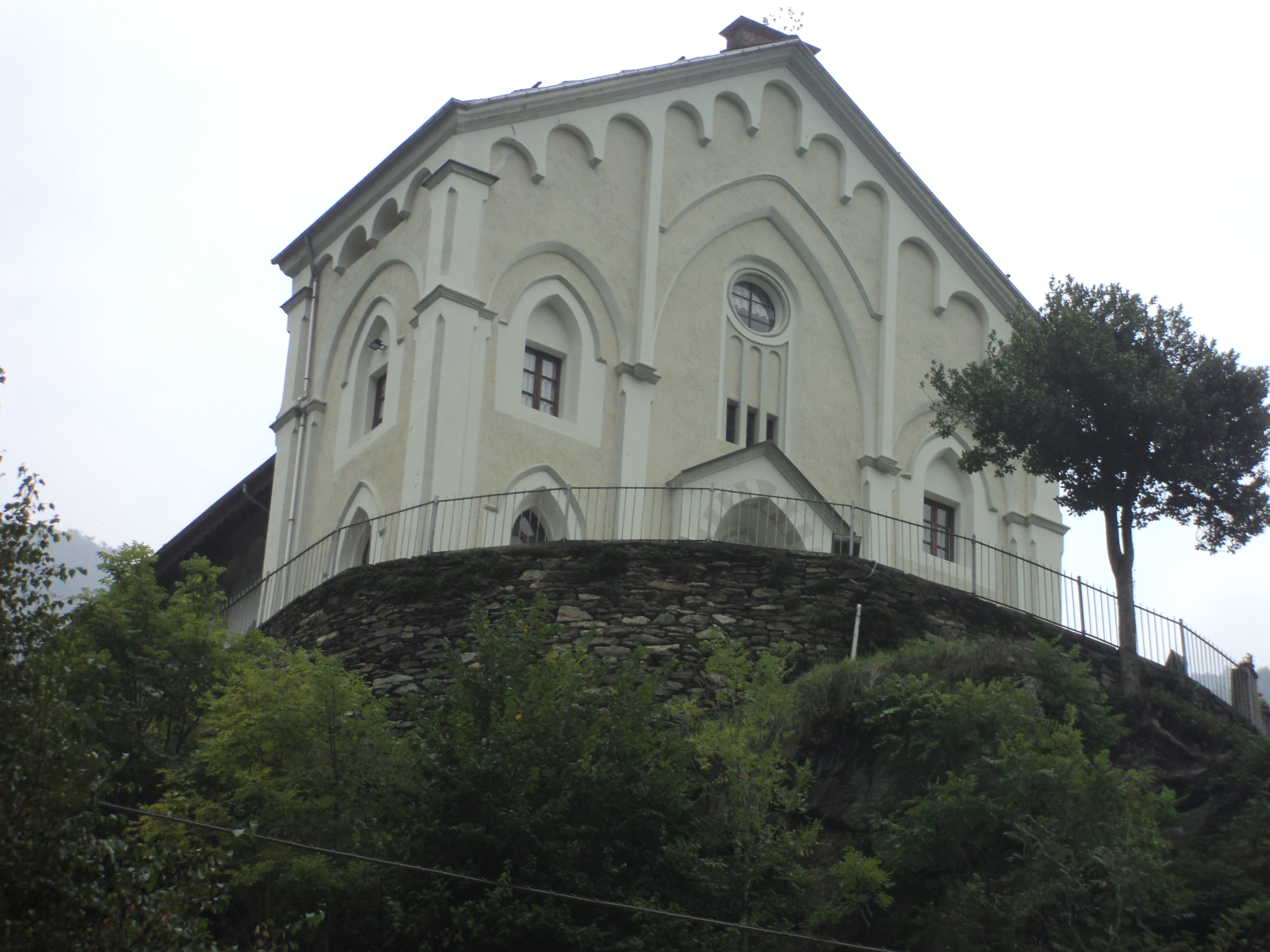
Tempio di Pradeltorno (Angrogna)
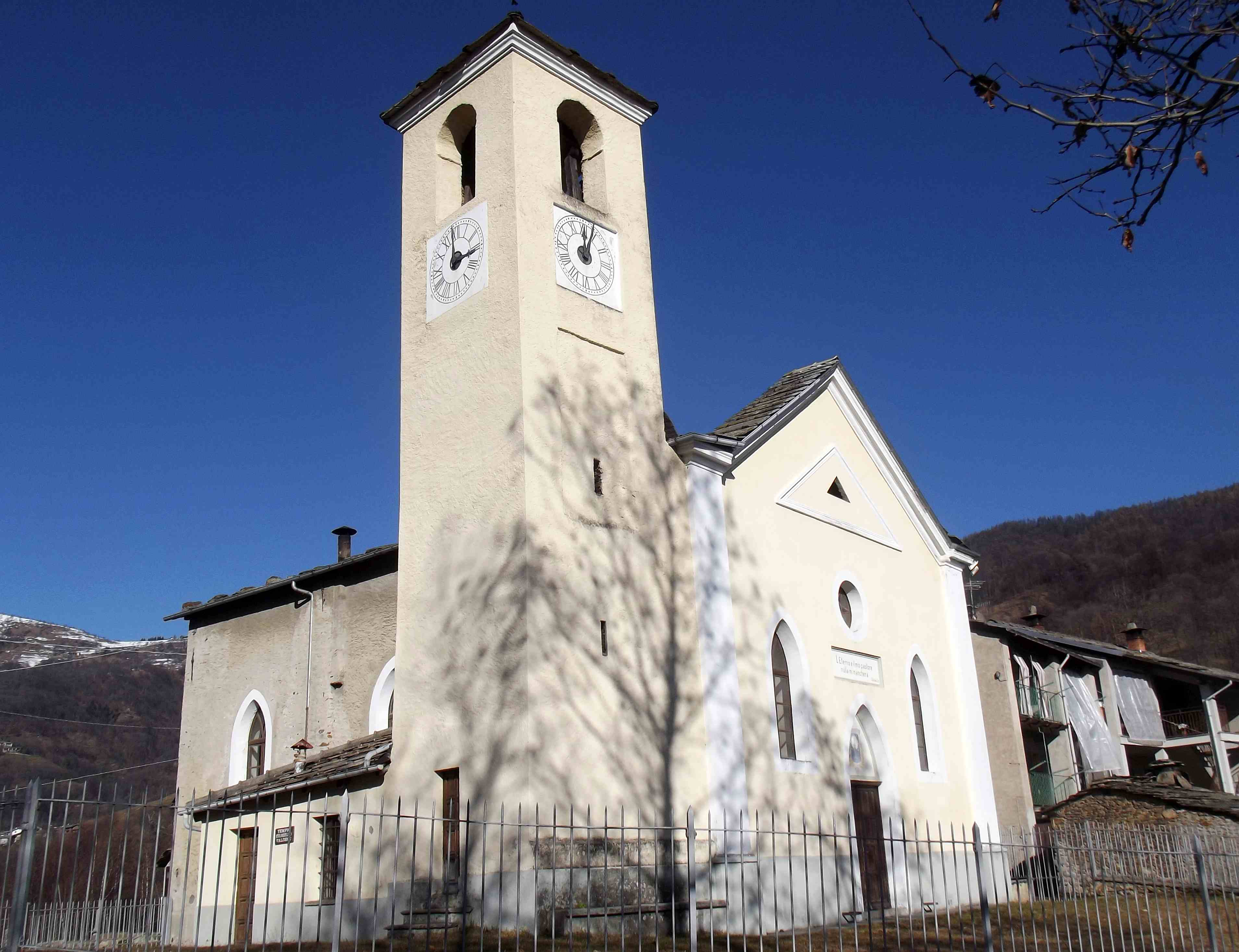
Tempio di Serre (Angrogna)
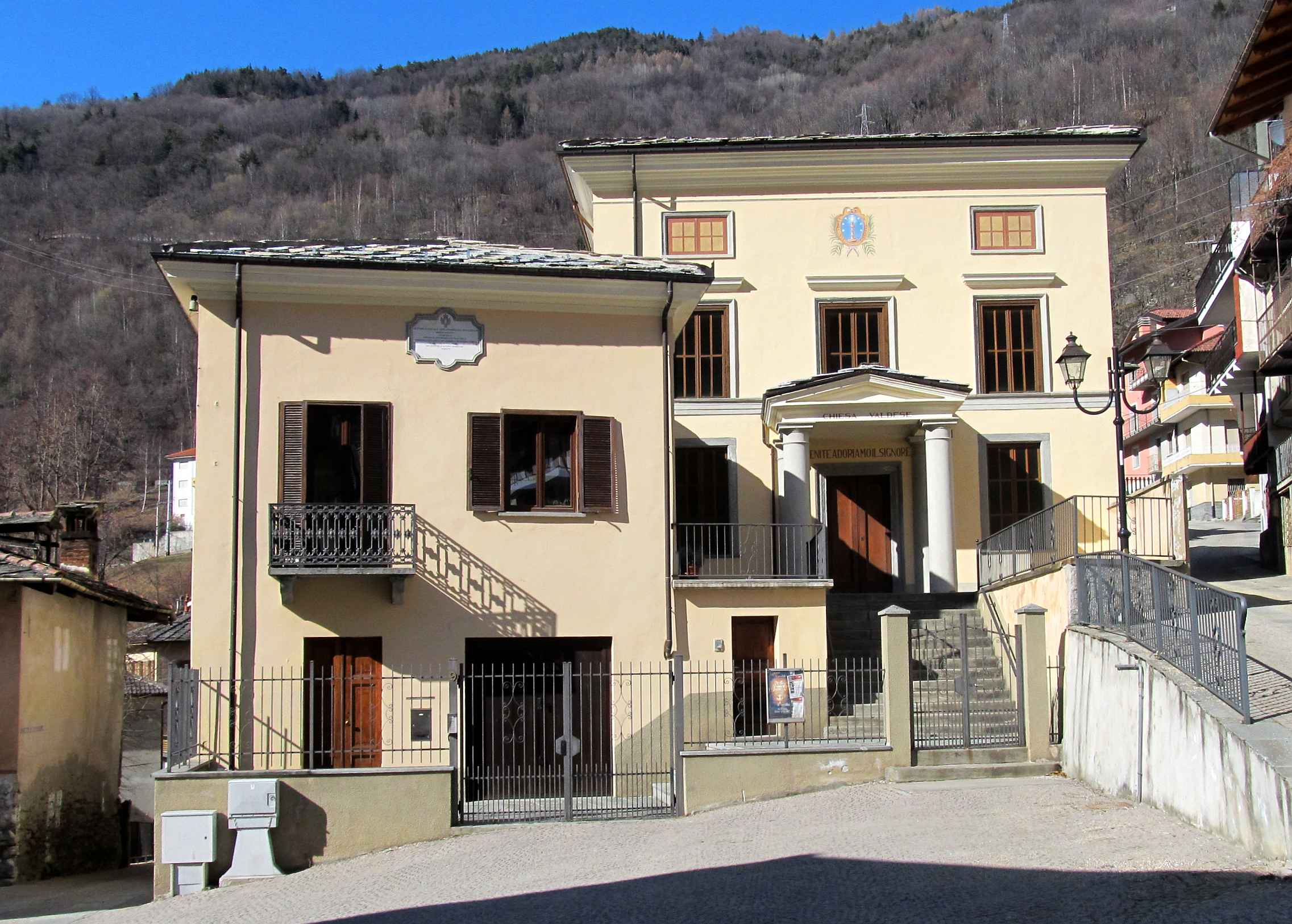
Tempio di Perrero
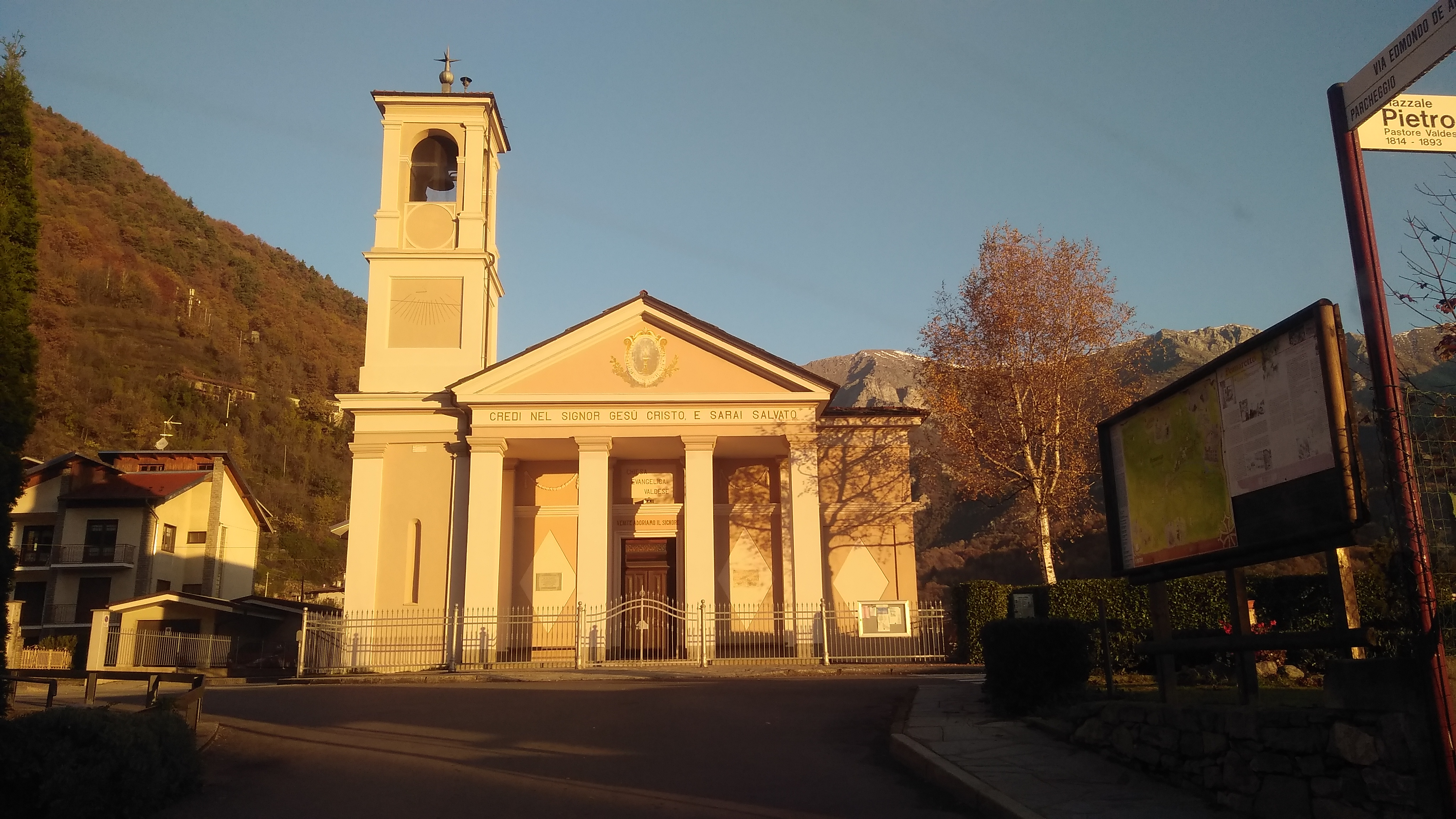
Tempio di Pomaretto
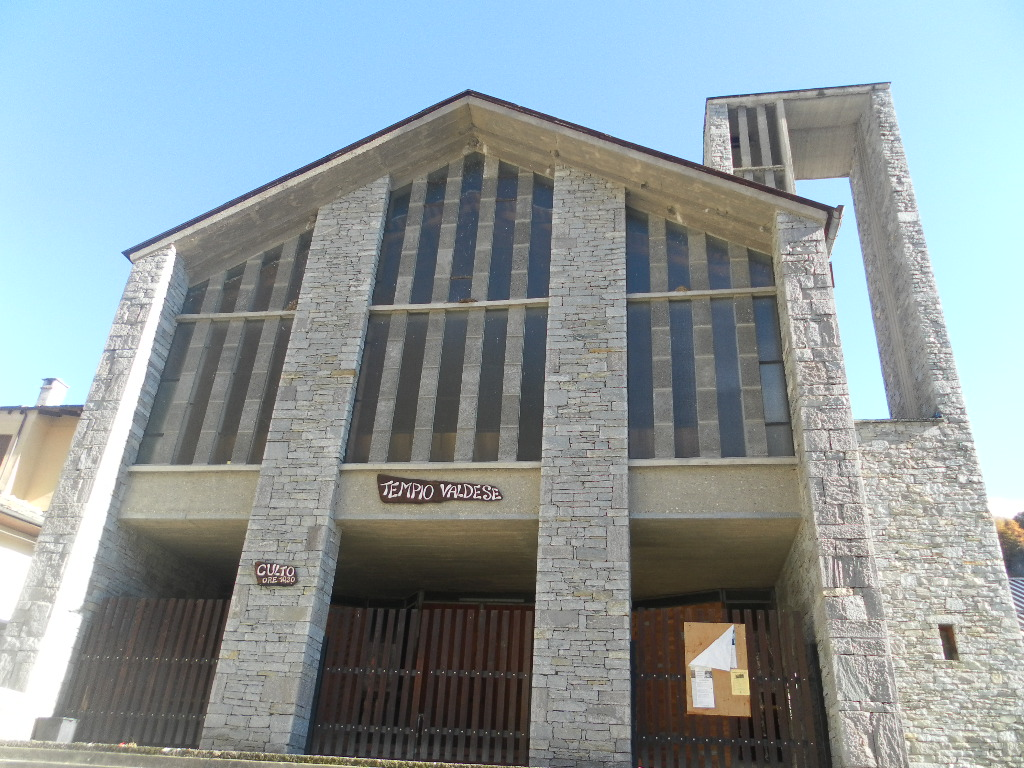
Tempio di Prali
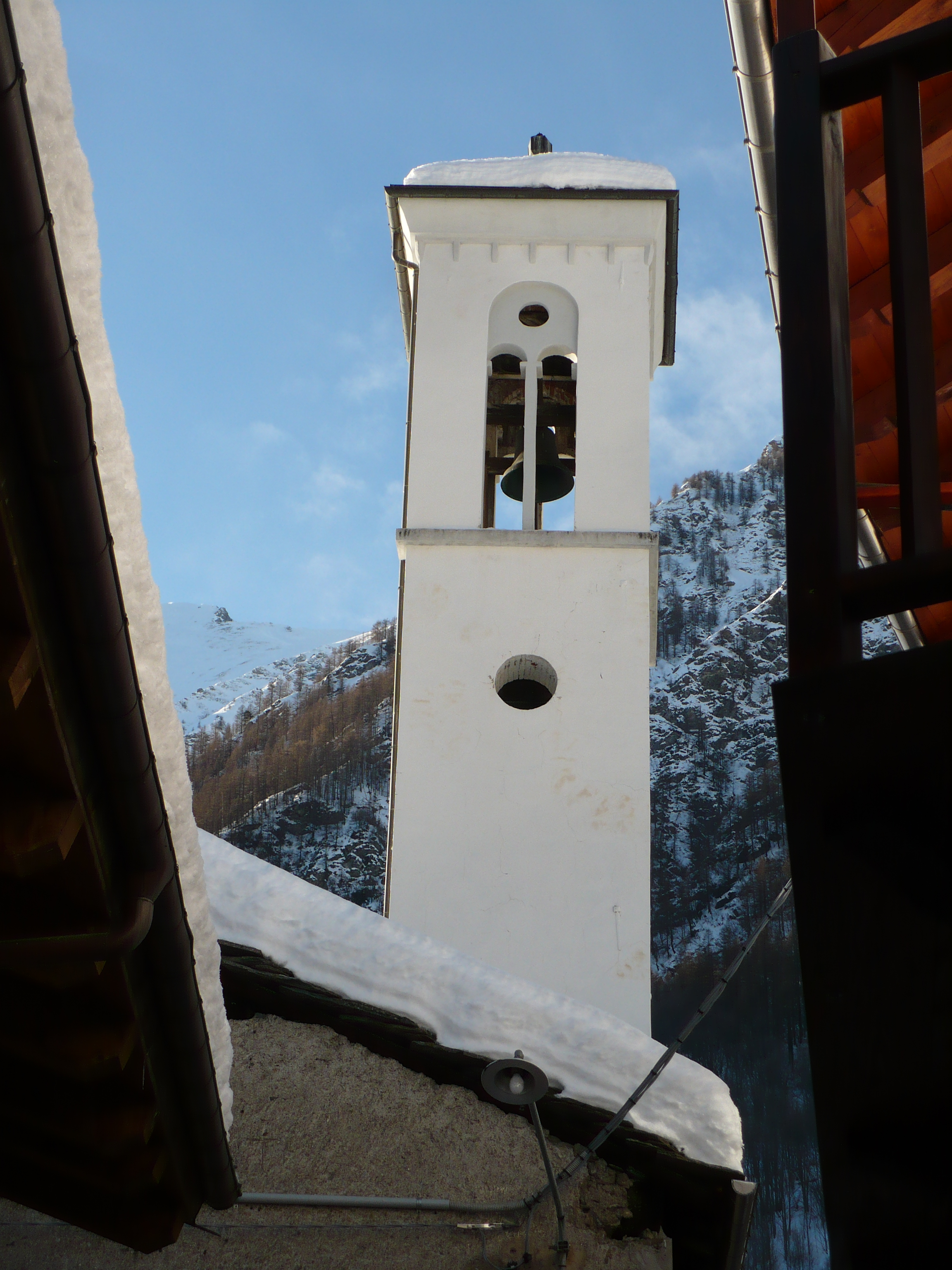
Tempio di Ghigo (Prali)
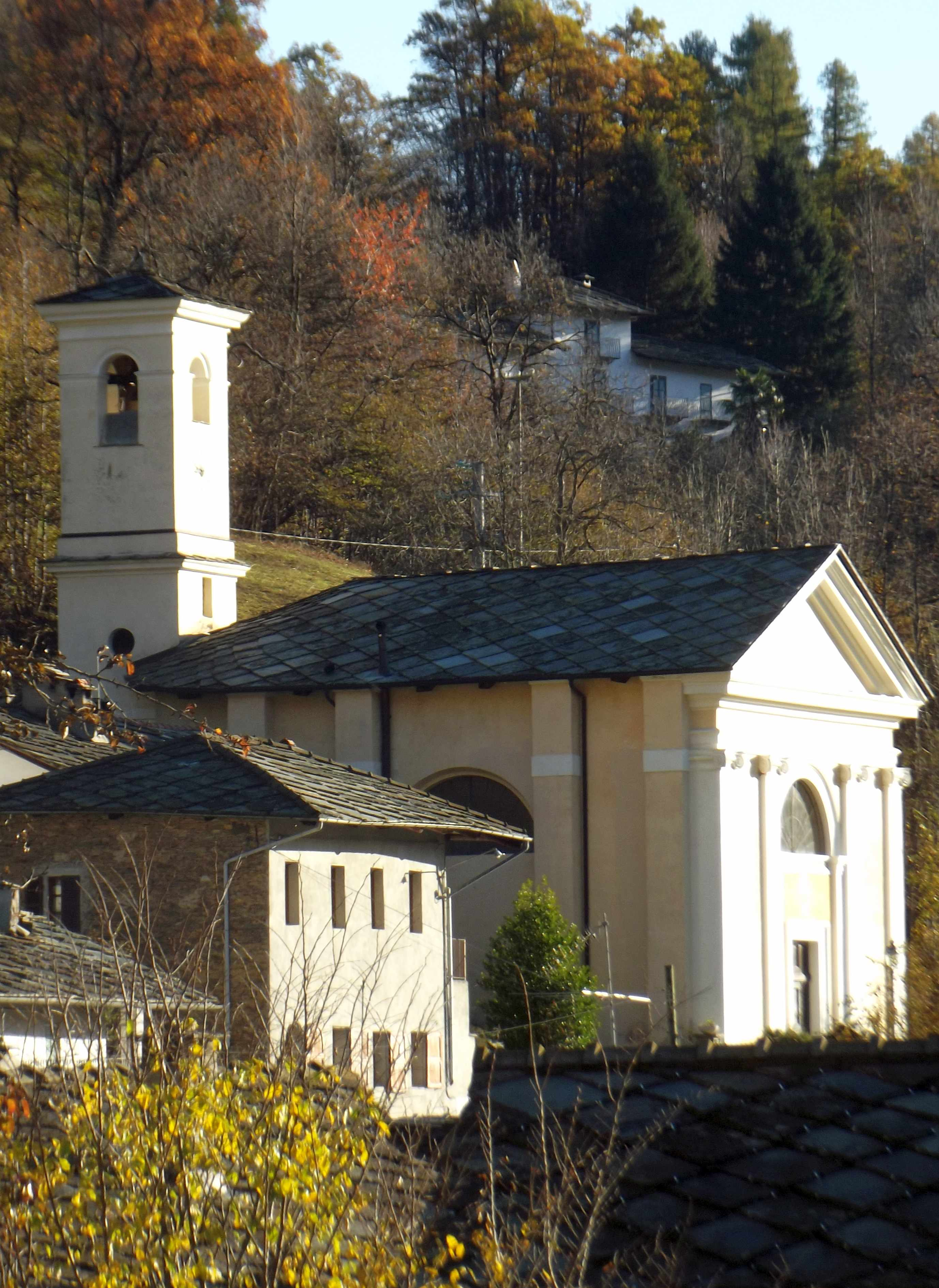
Tempio di Rorà
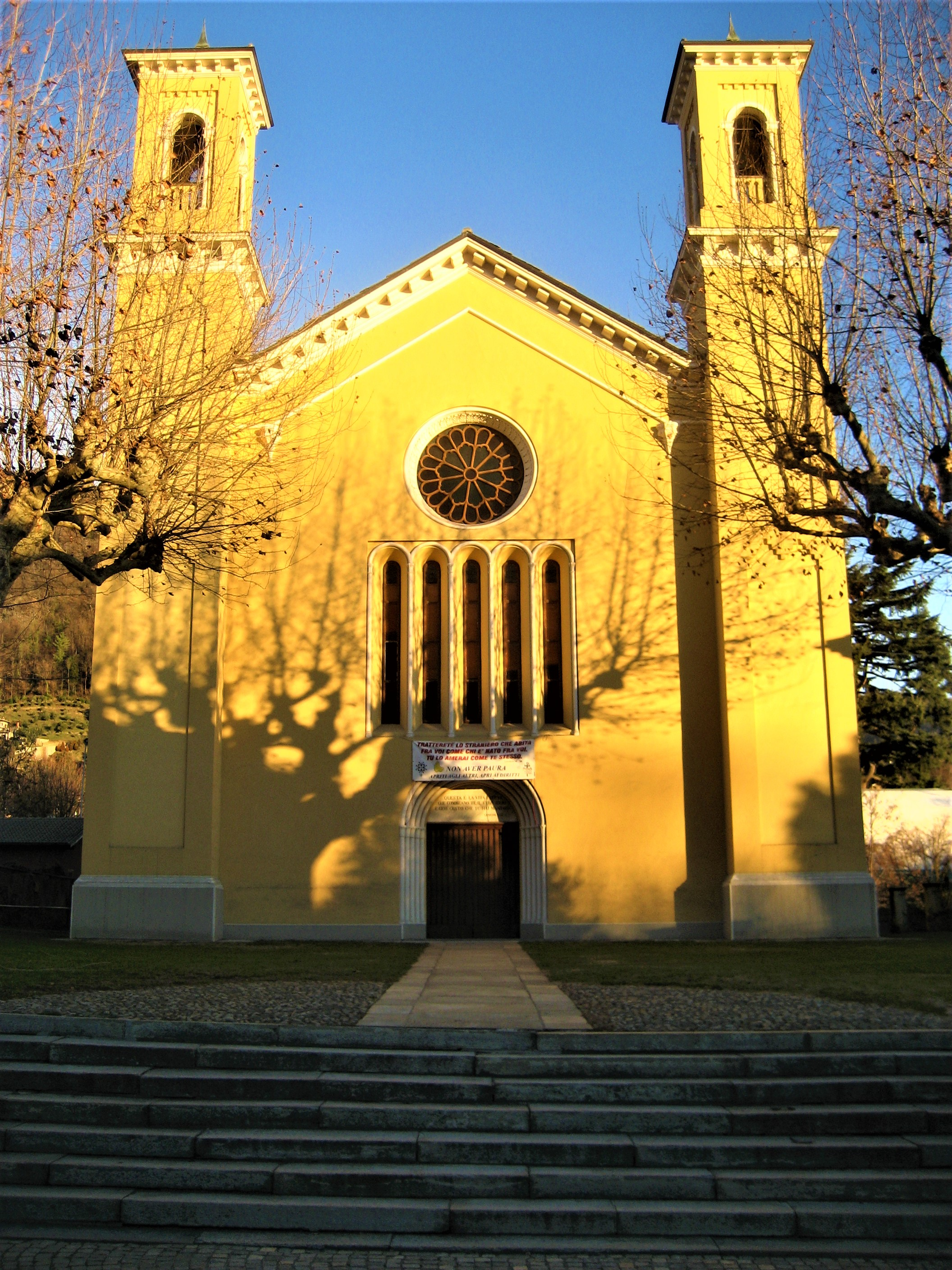
Tempio di Torre Pellice

Templi valdesi nel resto d'Italia

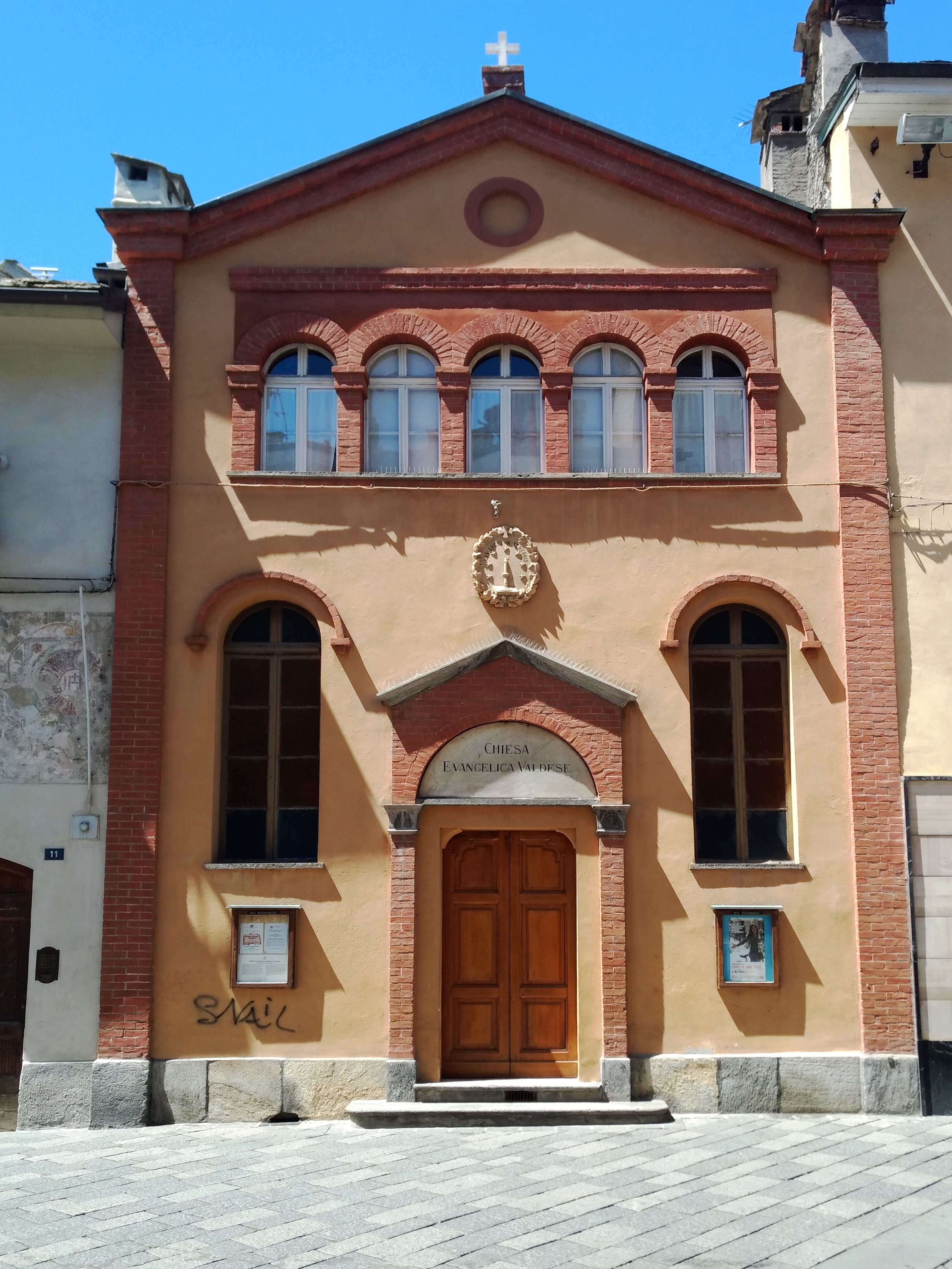
Tempio di Aosta
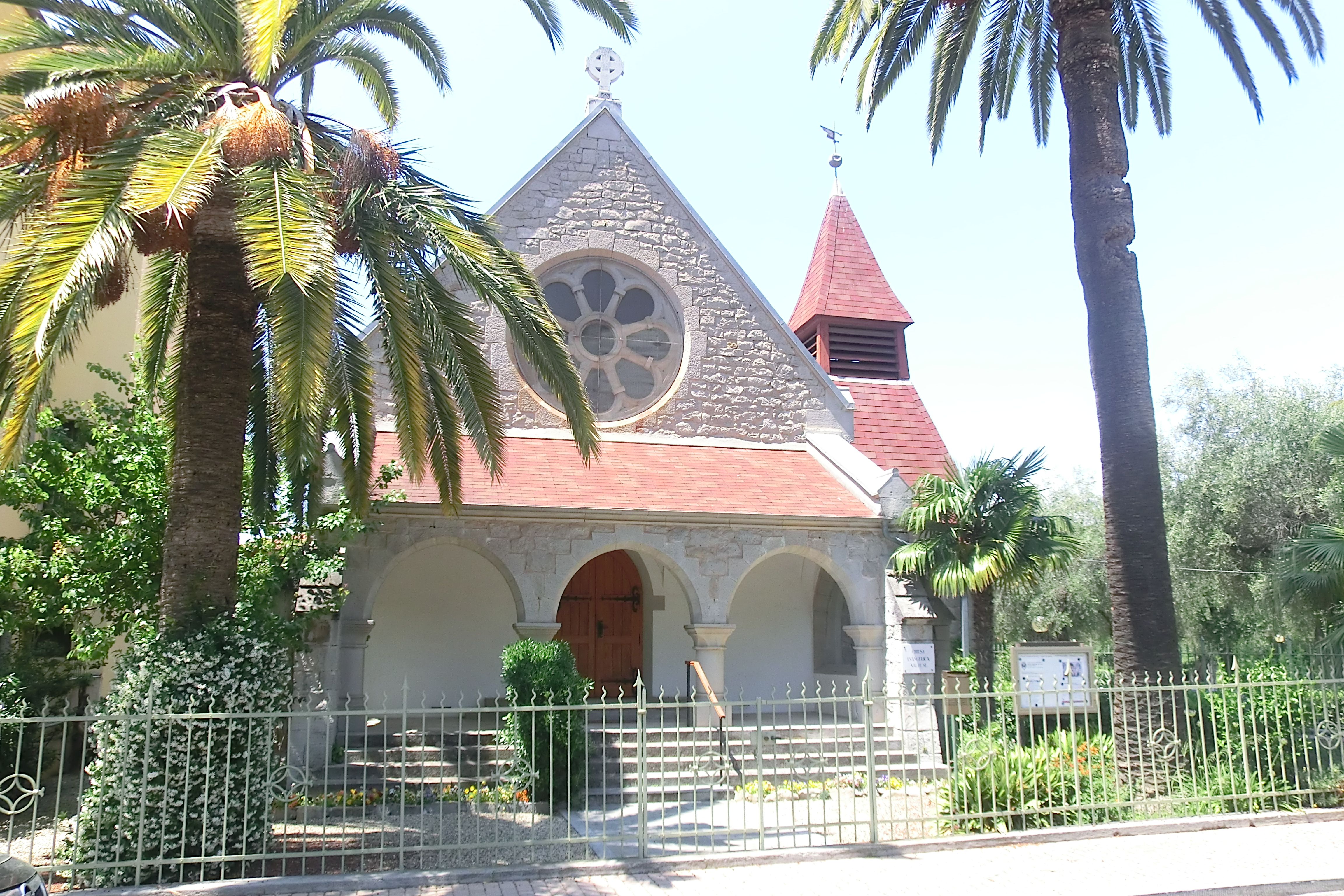
Tempio di Bordighera
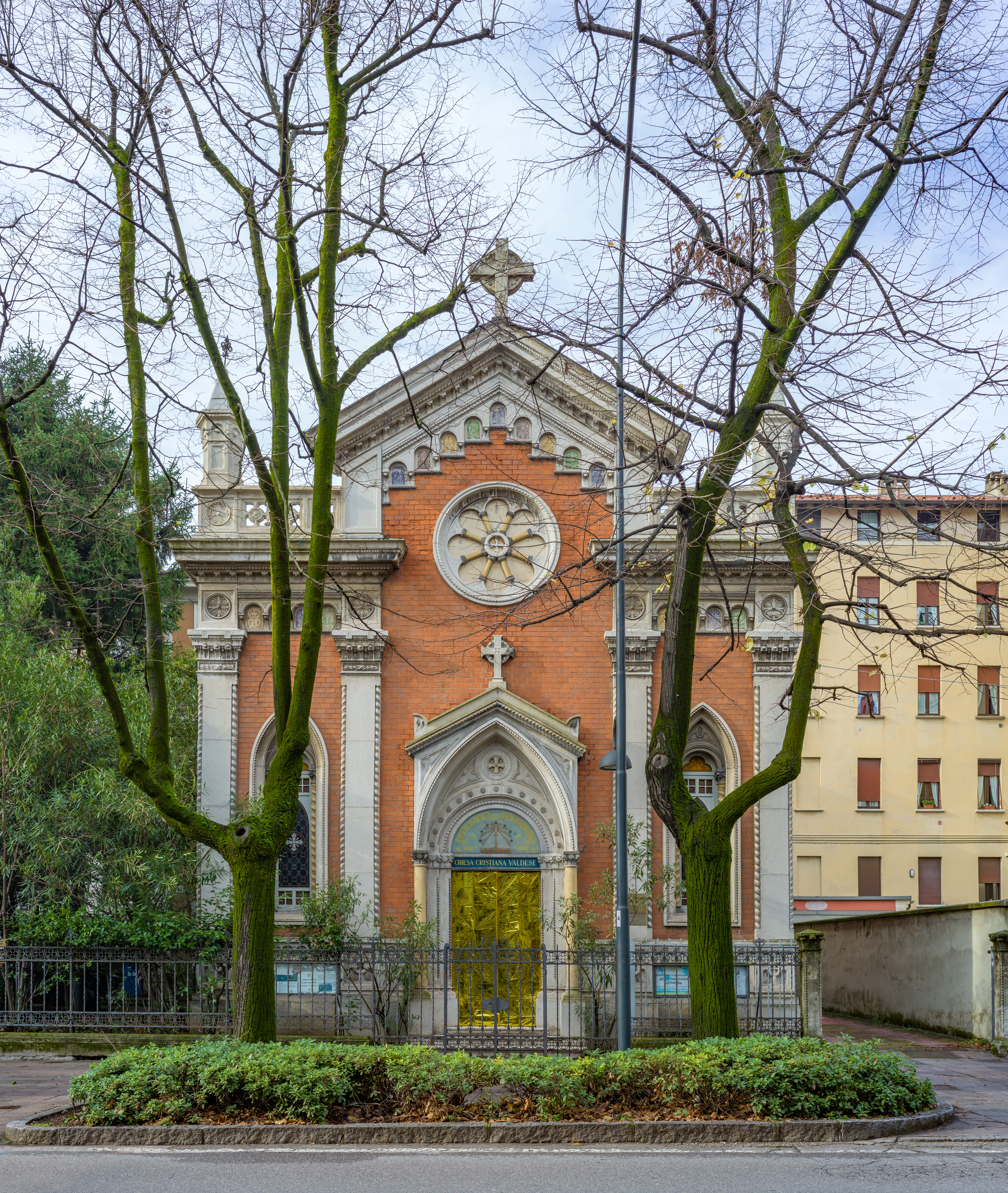
Tempio di Brescia
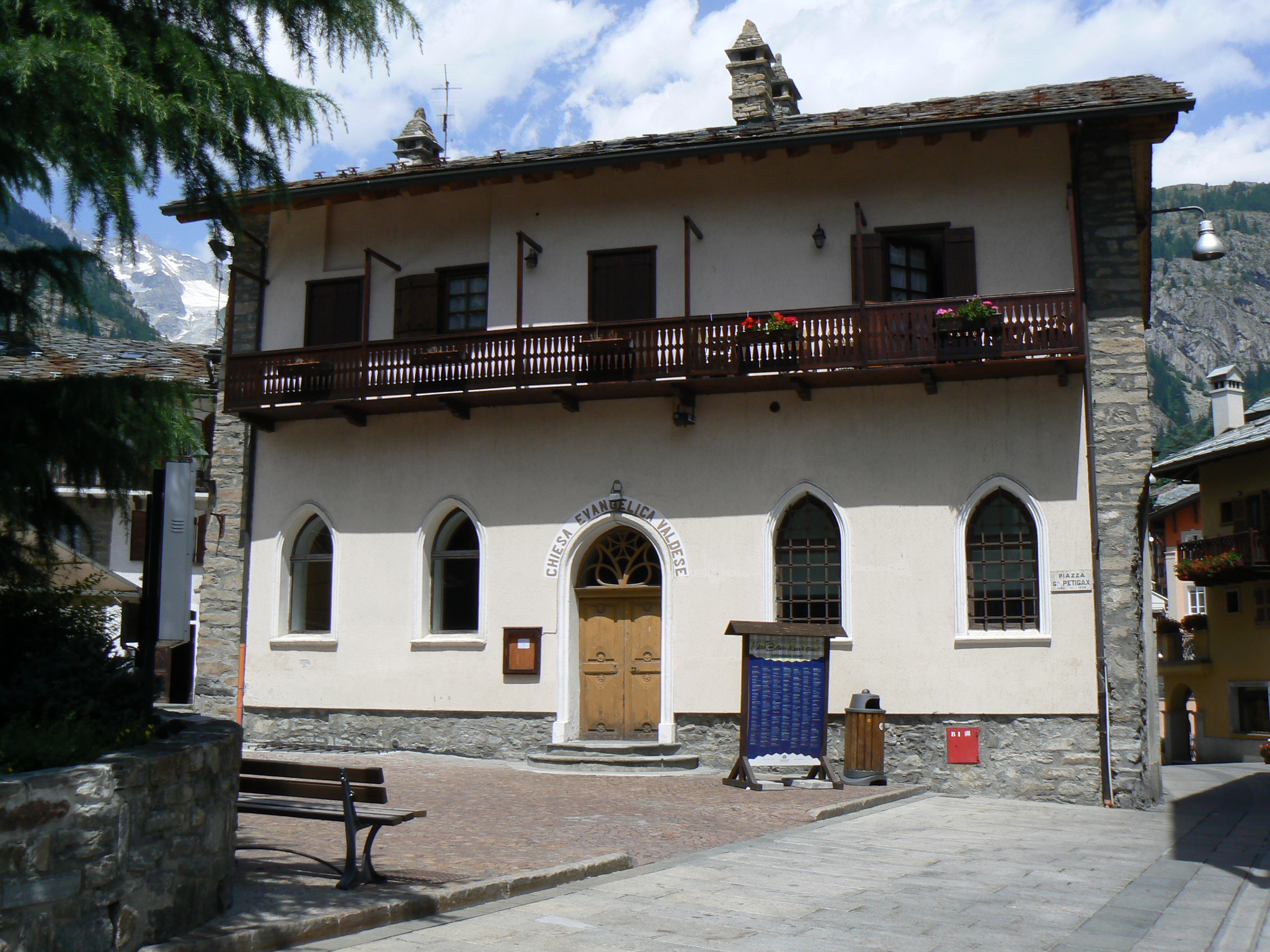
Tempio di Courmayeur
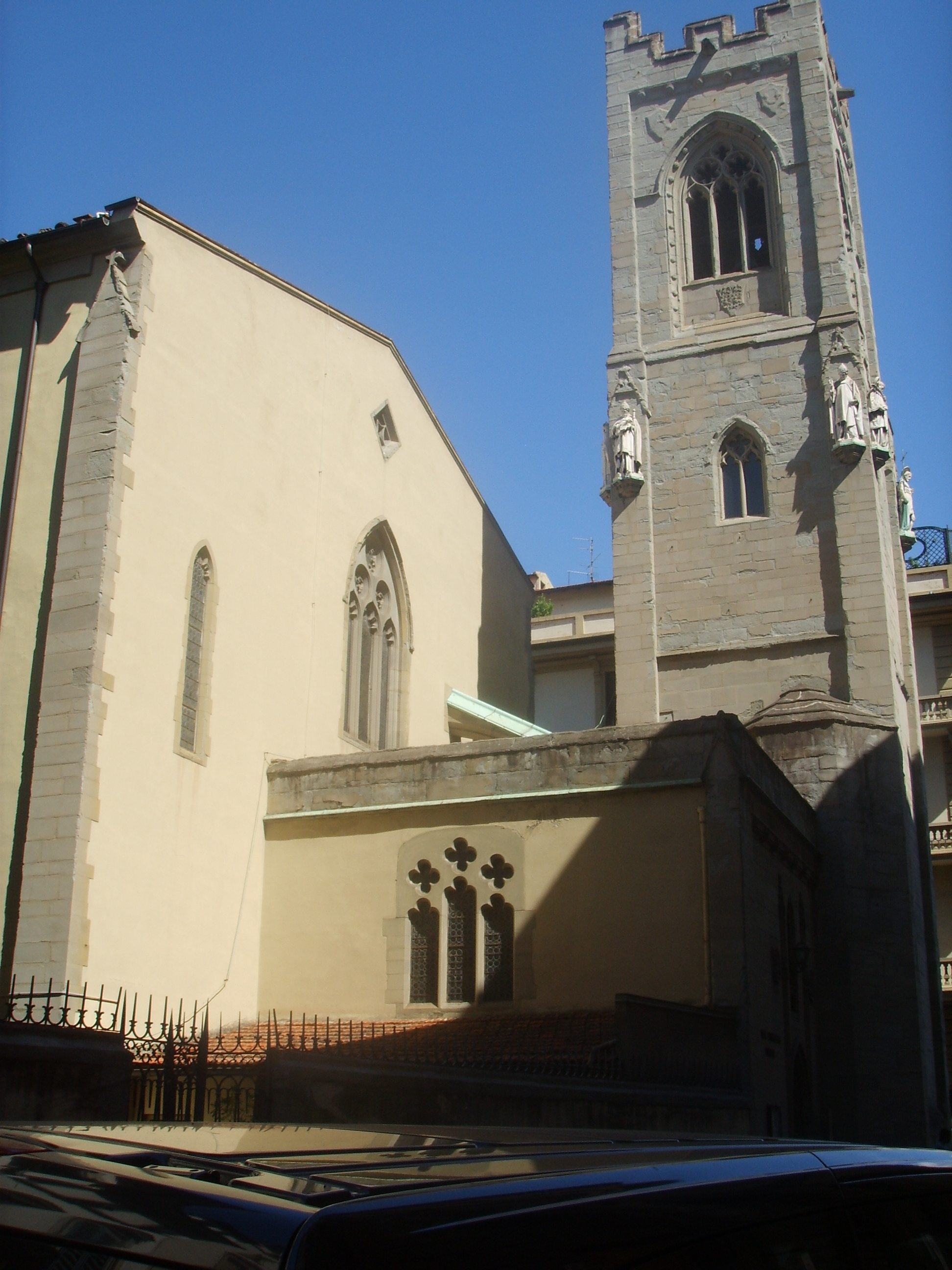
Tempio di Firenze
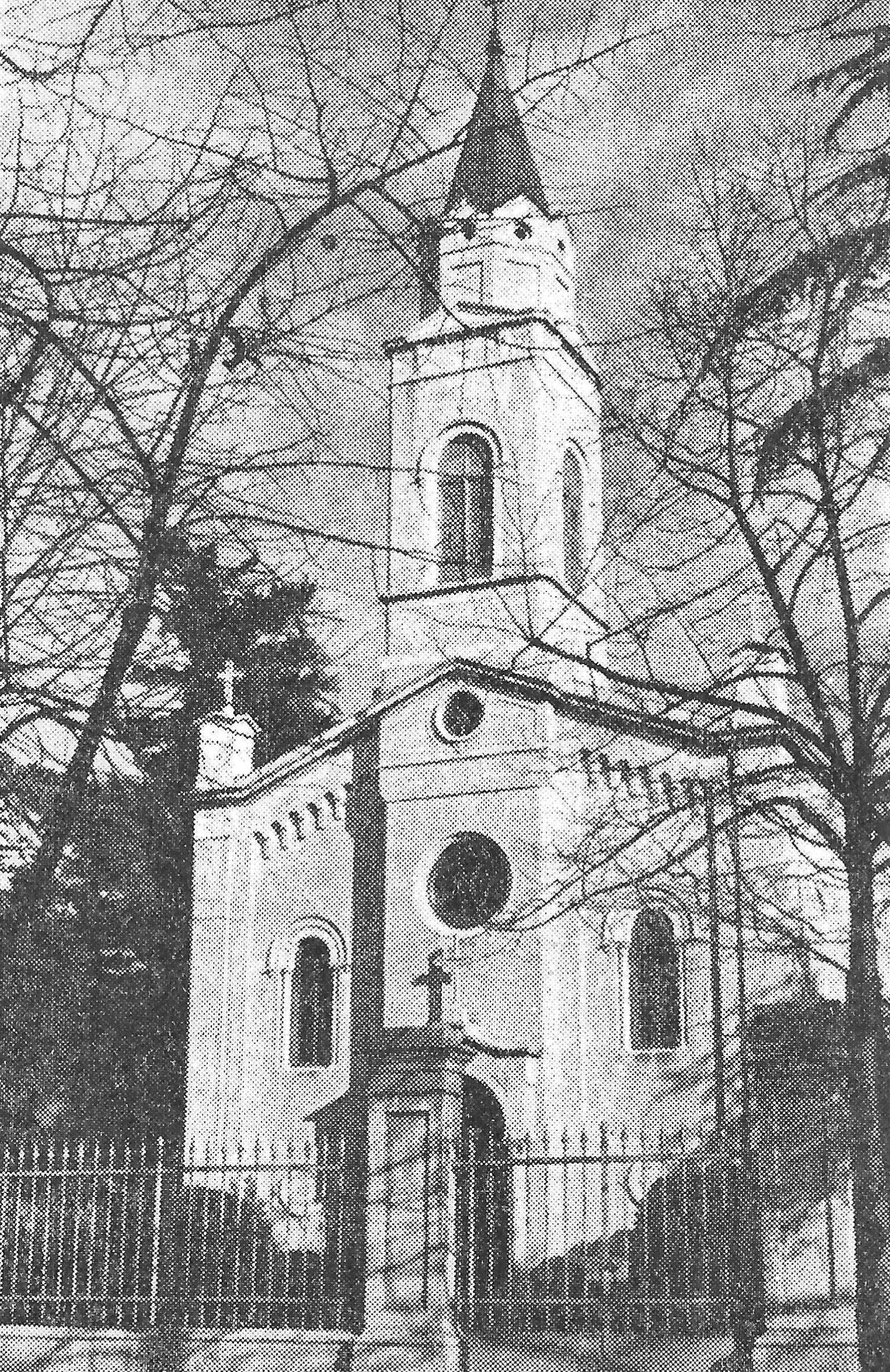
Tempio valdese e metodista di Gorizia
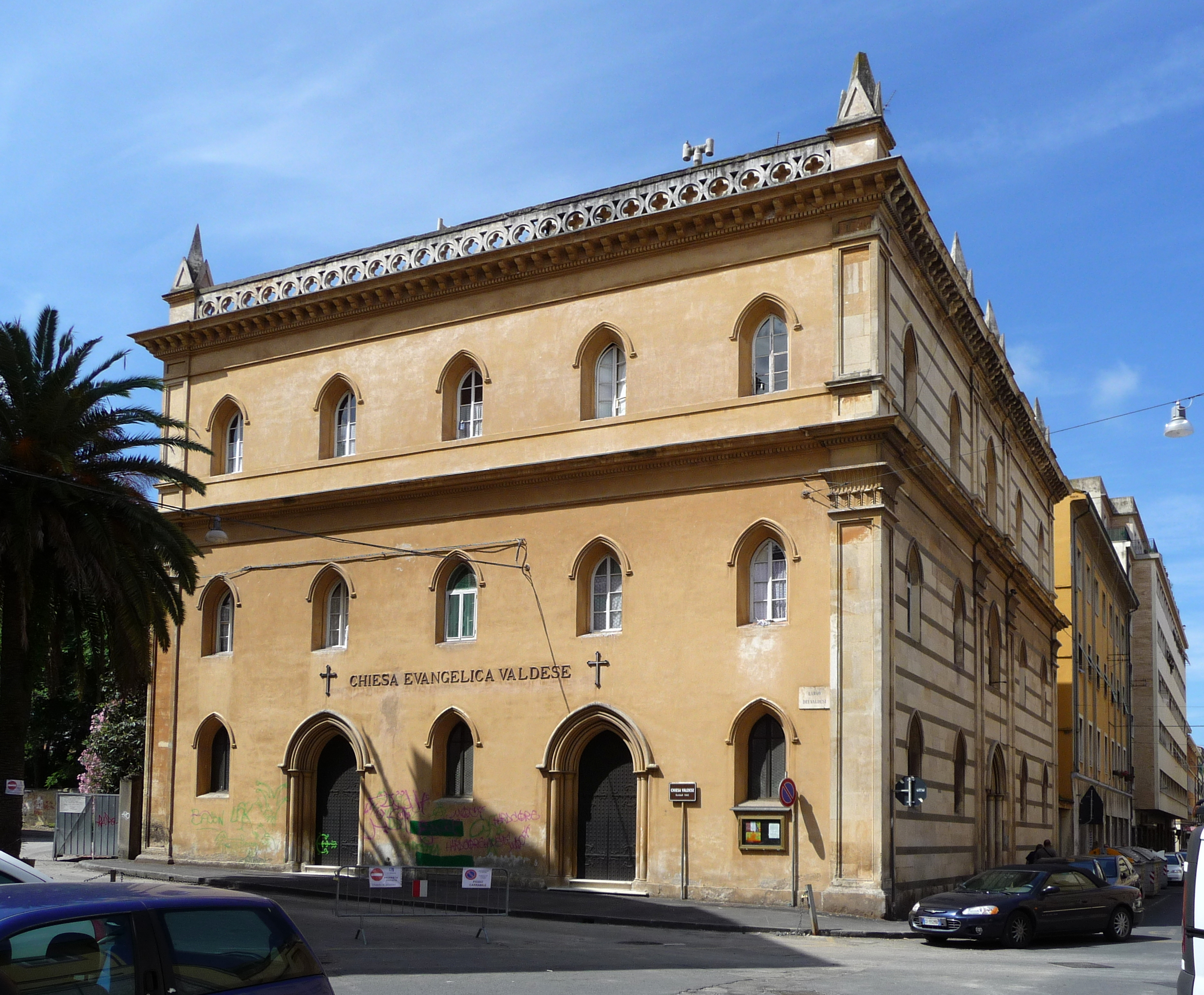
Tempio di Livorno
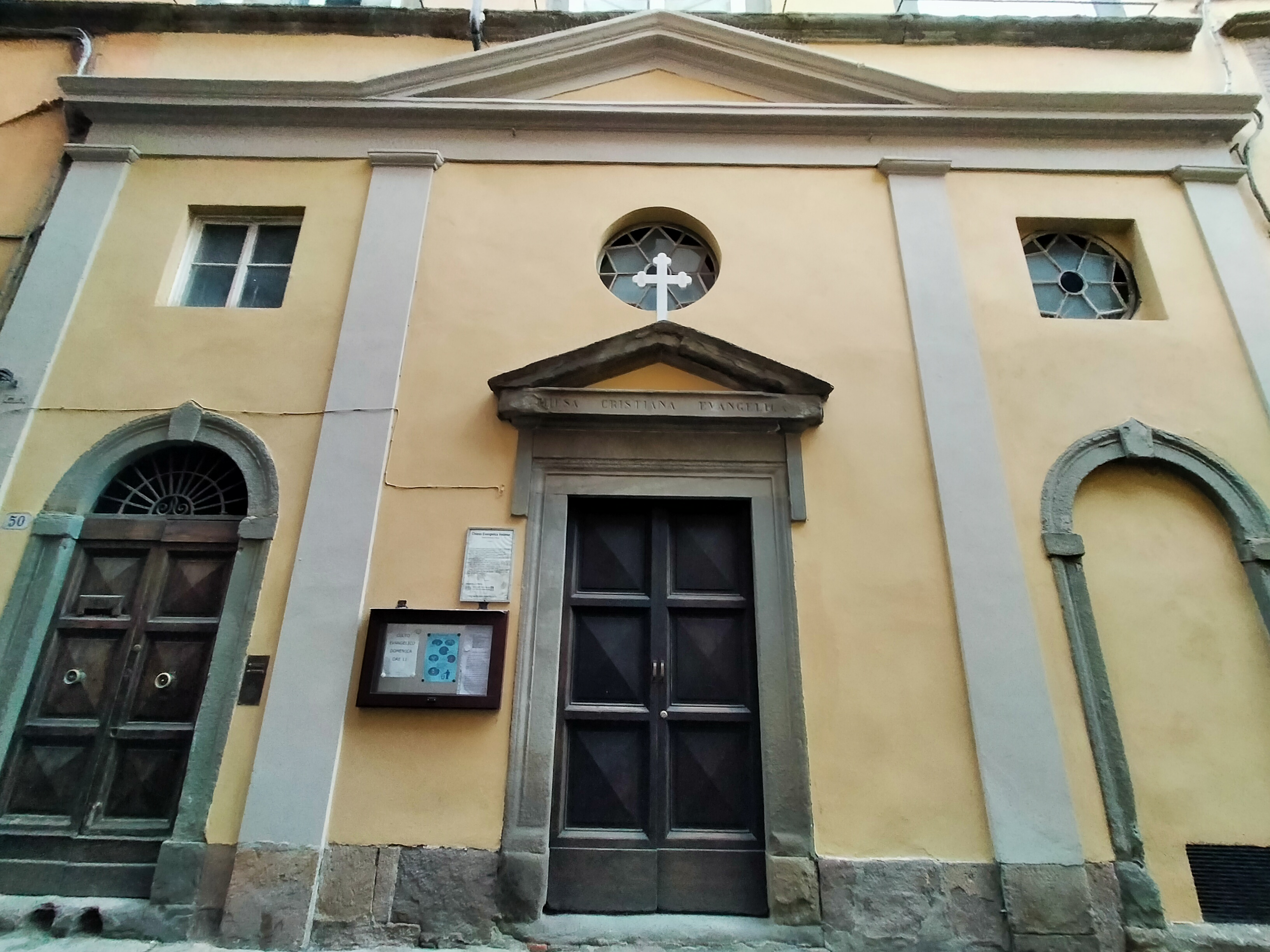
Tempio di Lucca
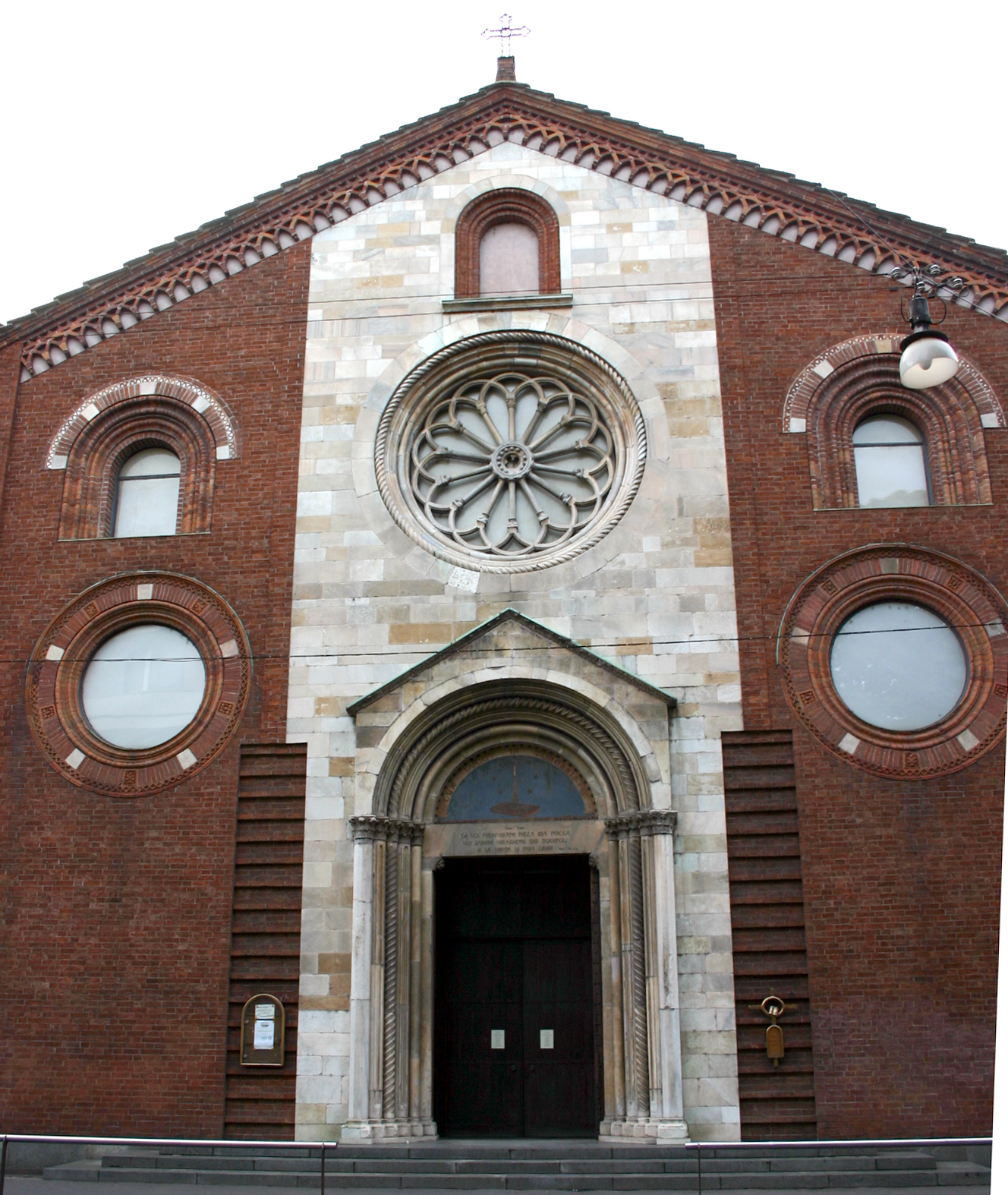
Tempio di Milano
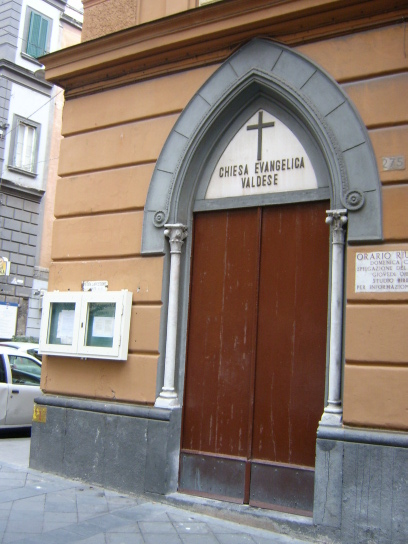
Tempio di Napoli
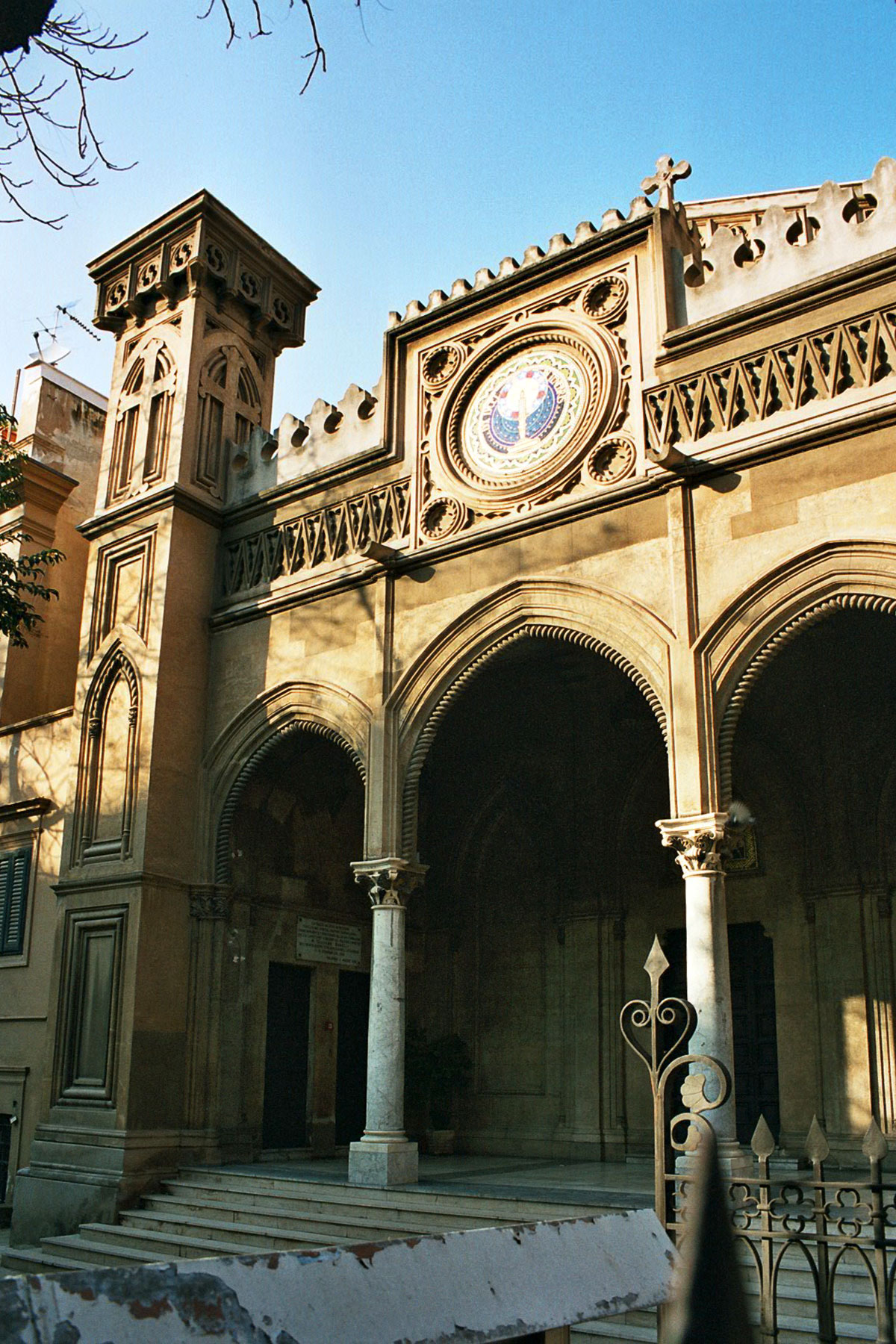
Tempio di Palermo
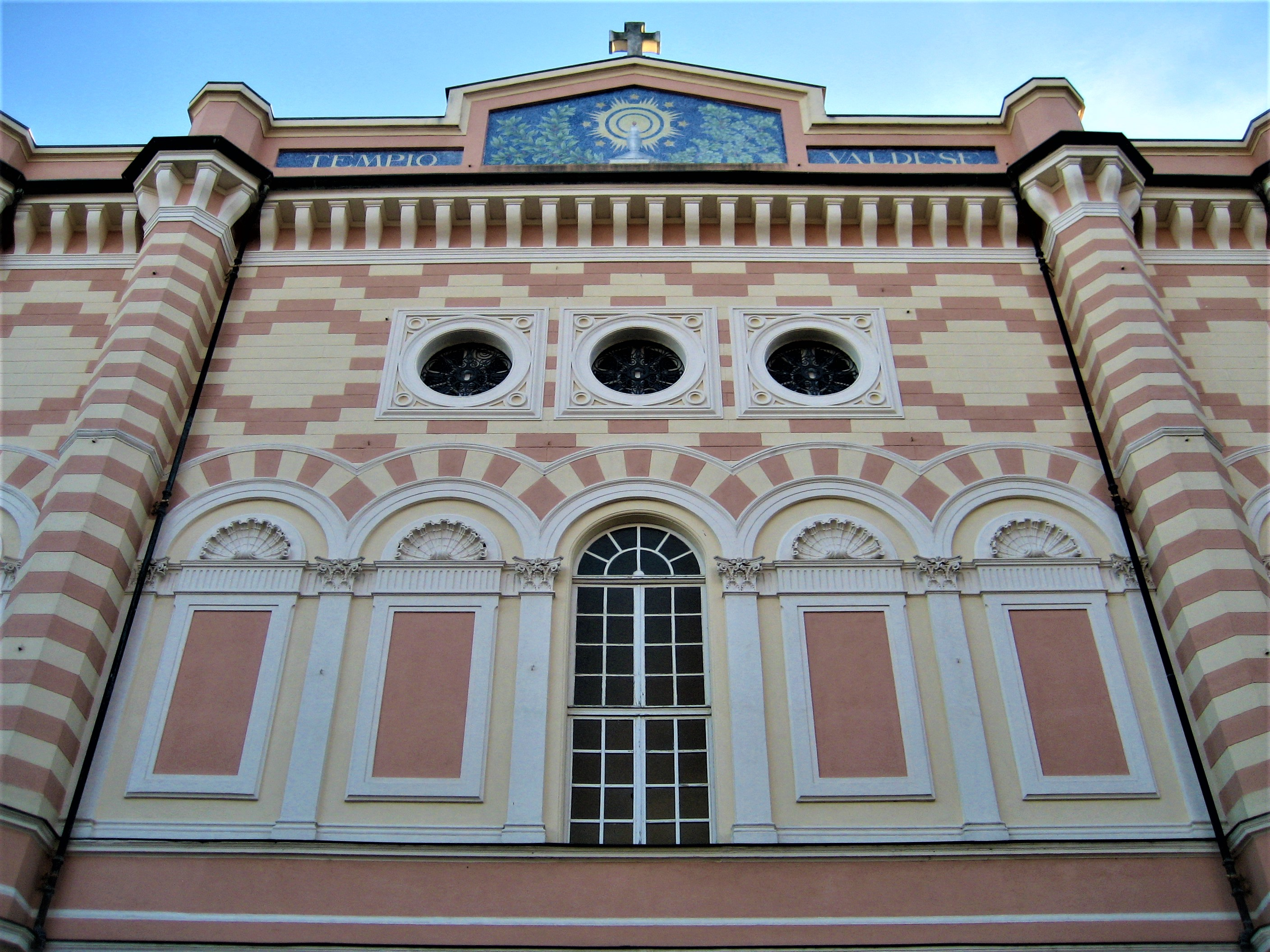
Tempio di Pinerolo
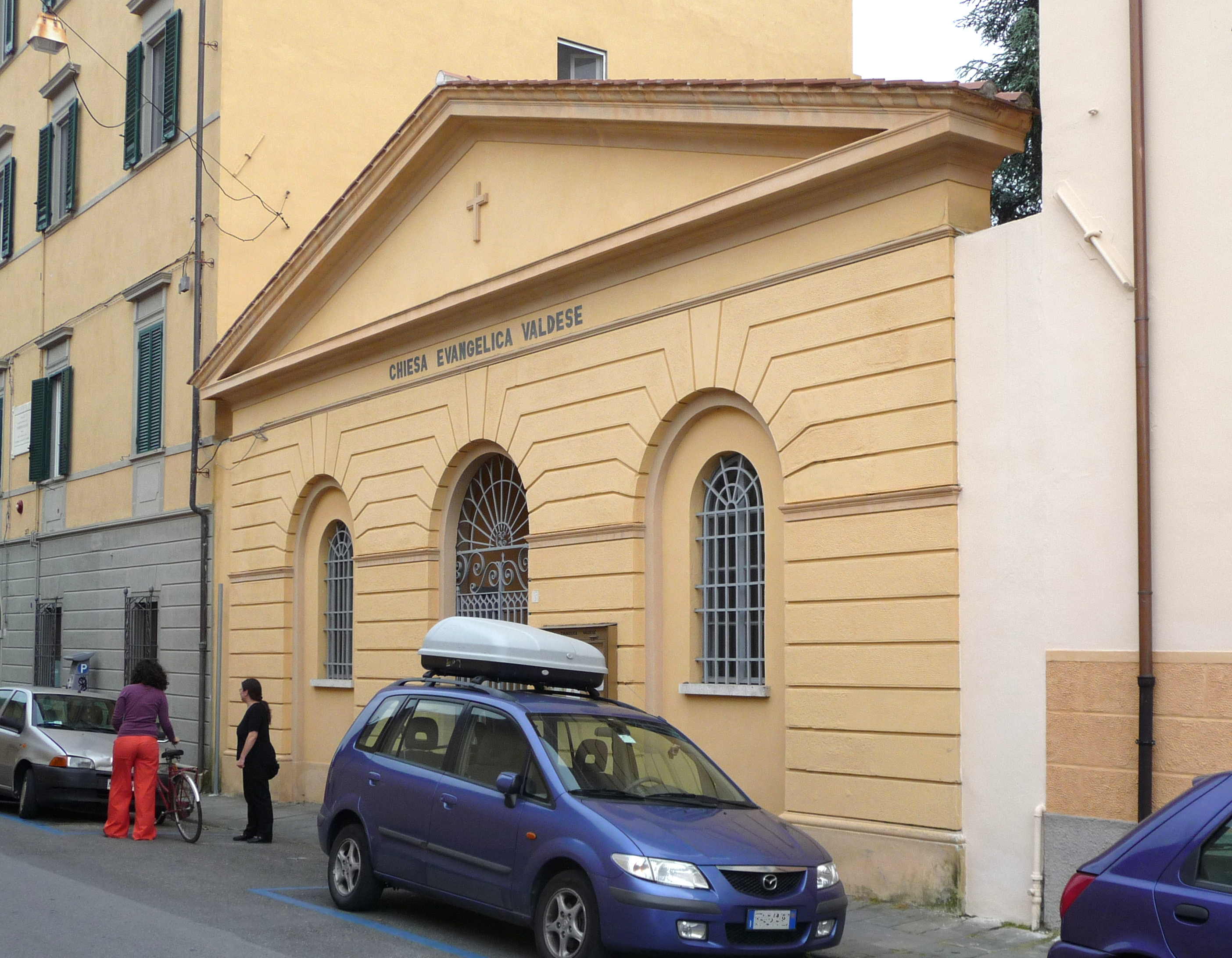
Tempio di Pisa
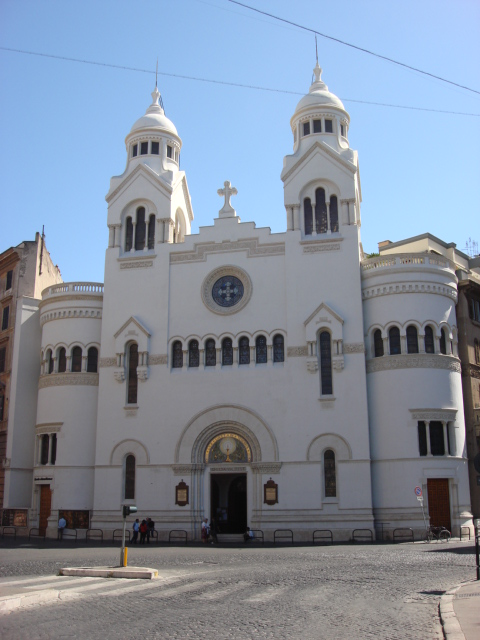
Tempio di Prati (Roma)
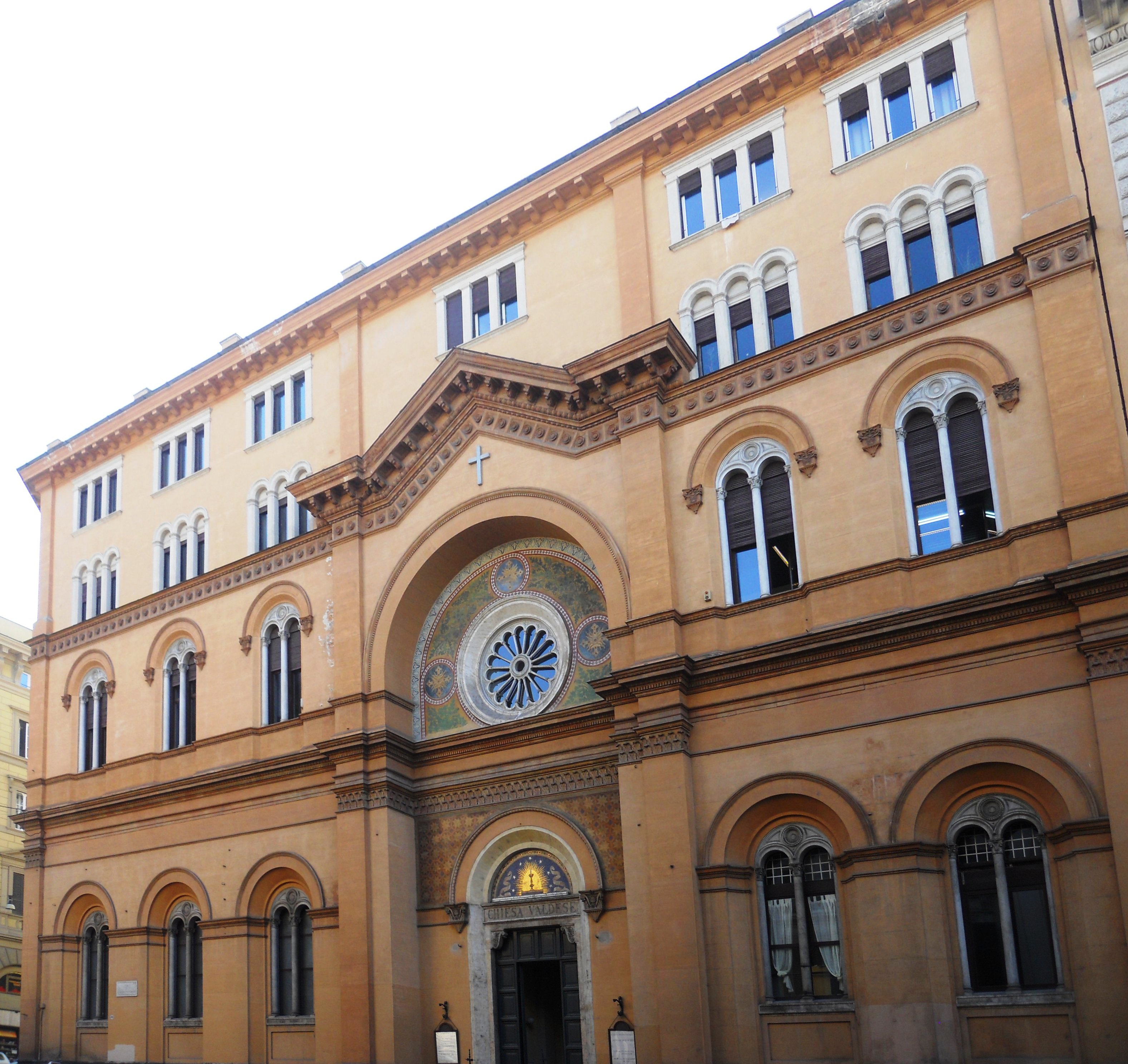
Tempio di Trevi (Roma)
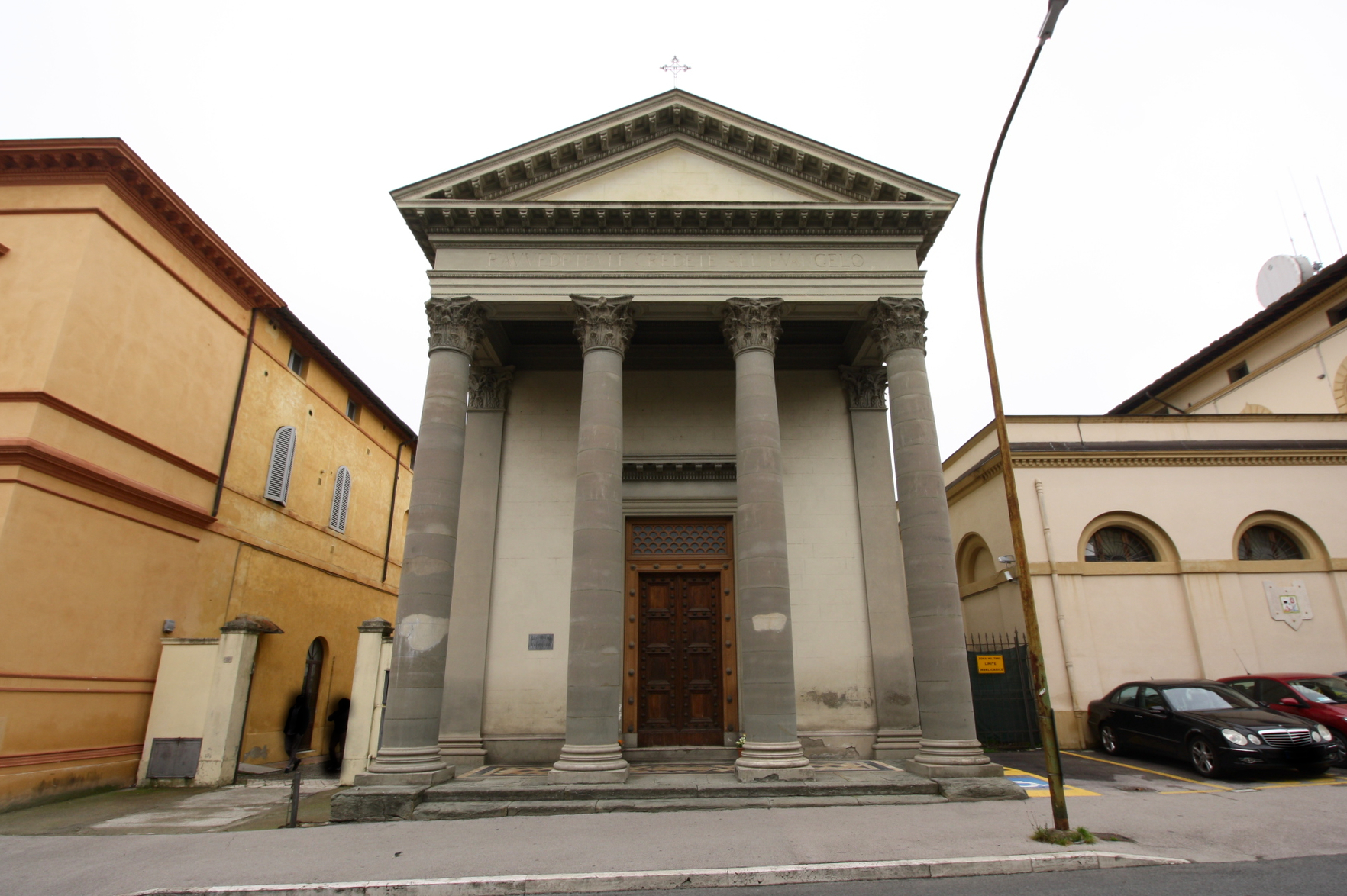
Tempio di Siena
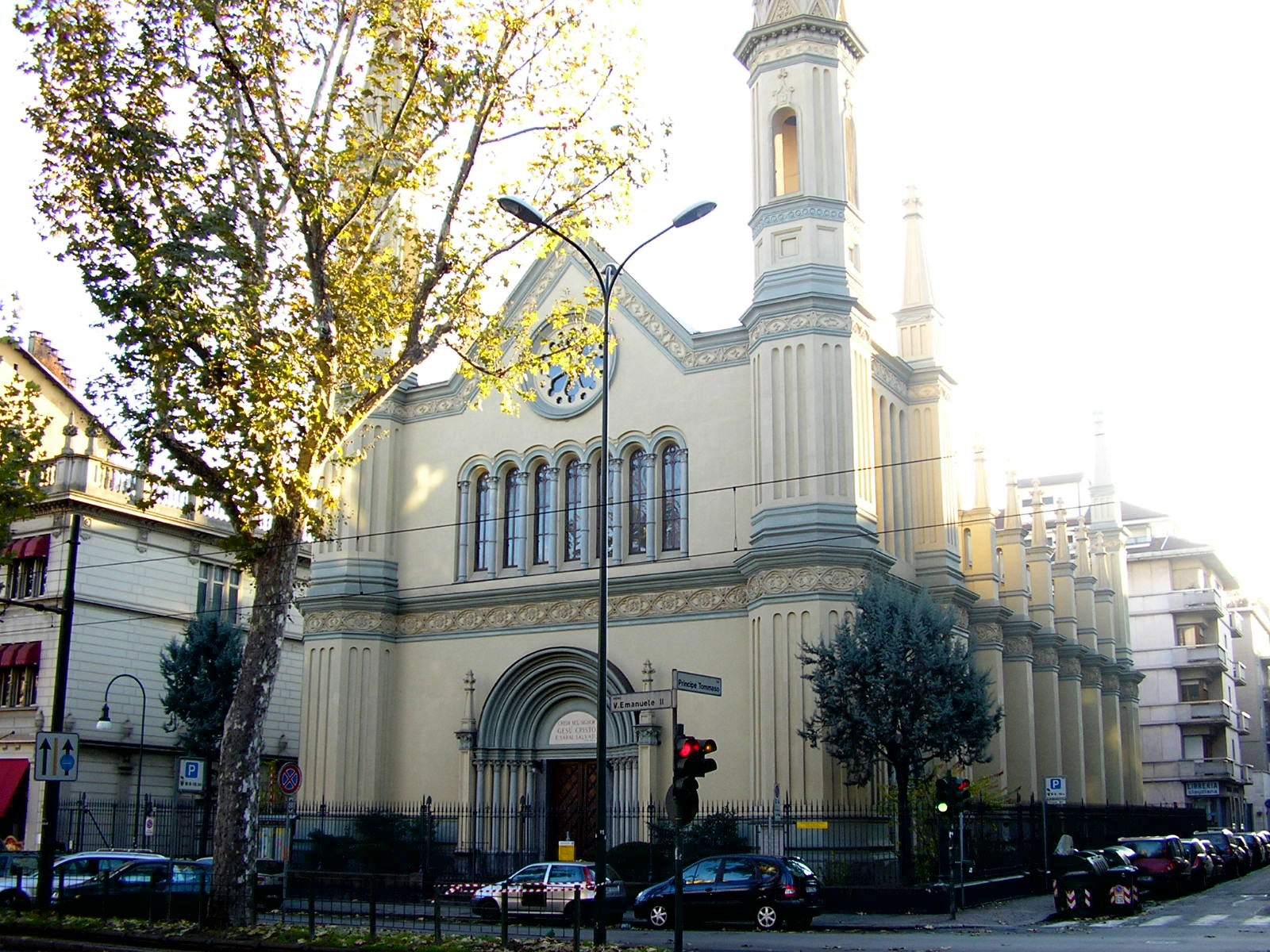
Tempio di Torino
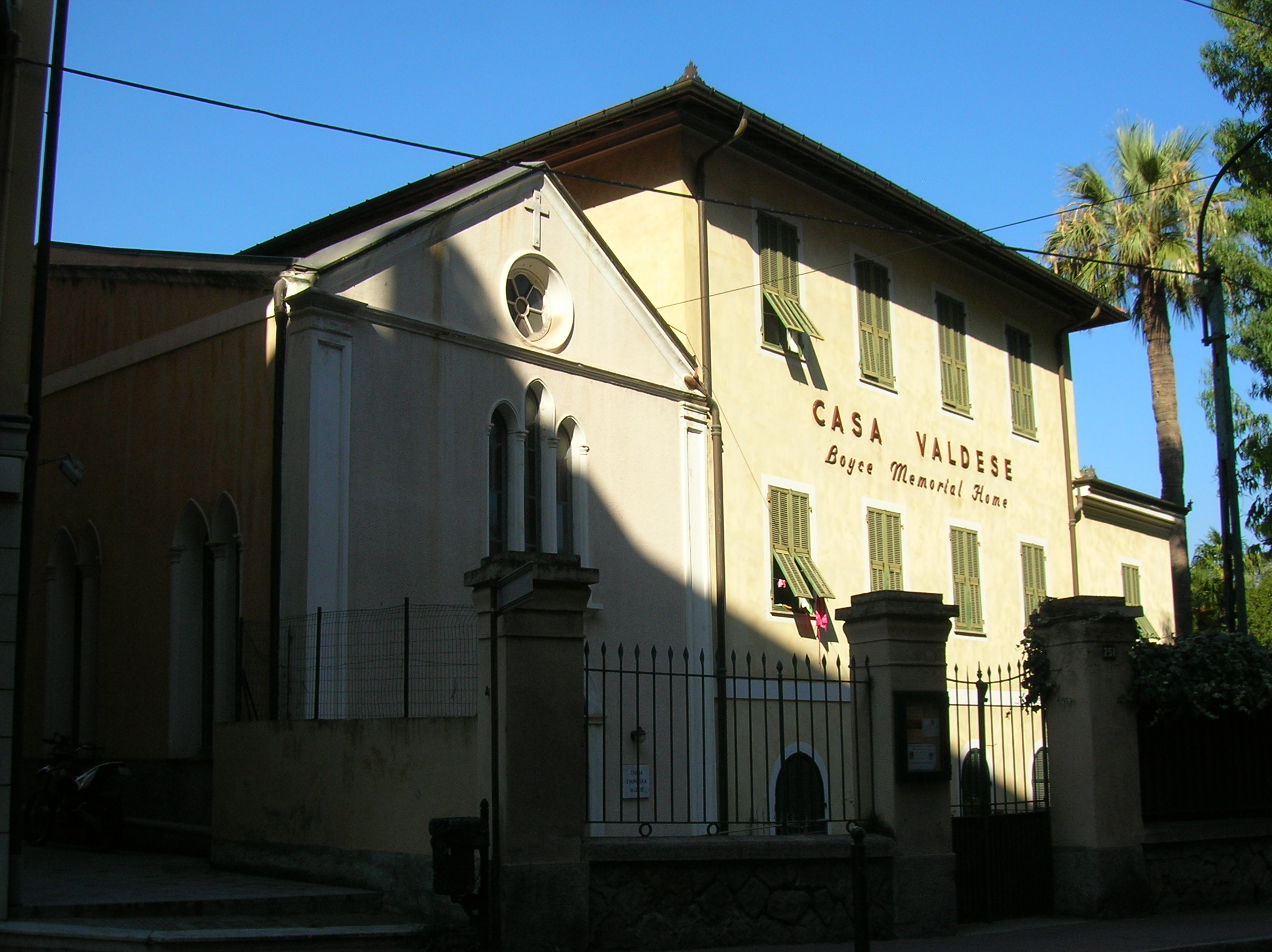
Tempio di Vallecrosia
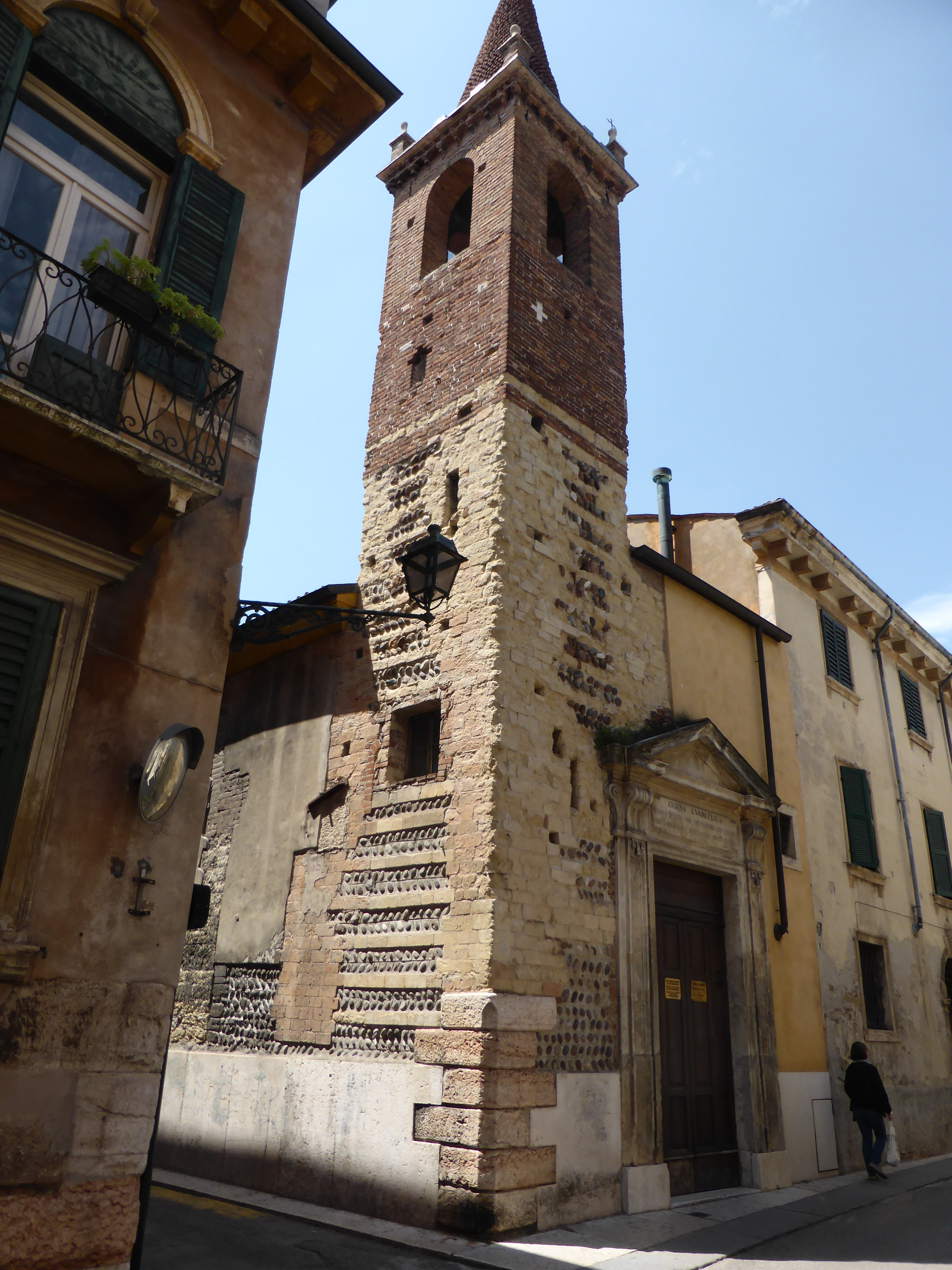
Tempio di Verona (ex chiesa cattolica di Santa Maria Consolatrice)

Altri luoghi significativi per la Chiesa valdese

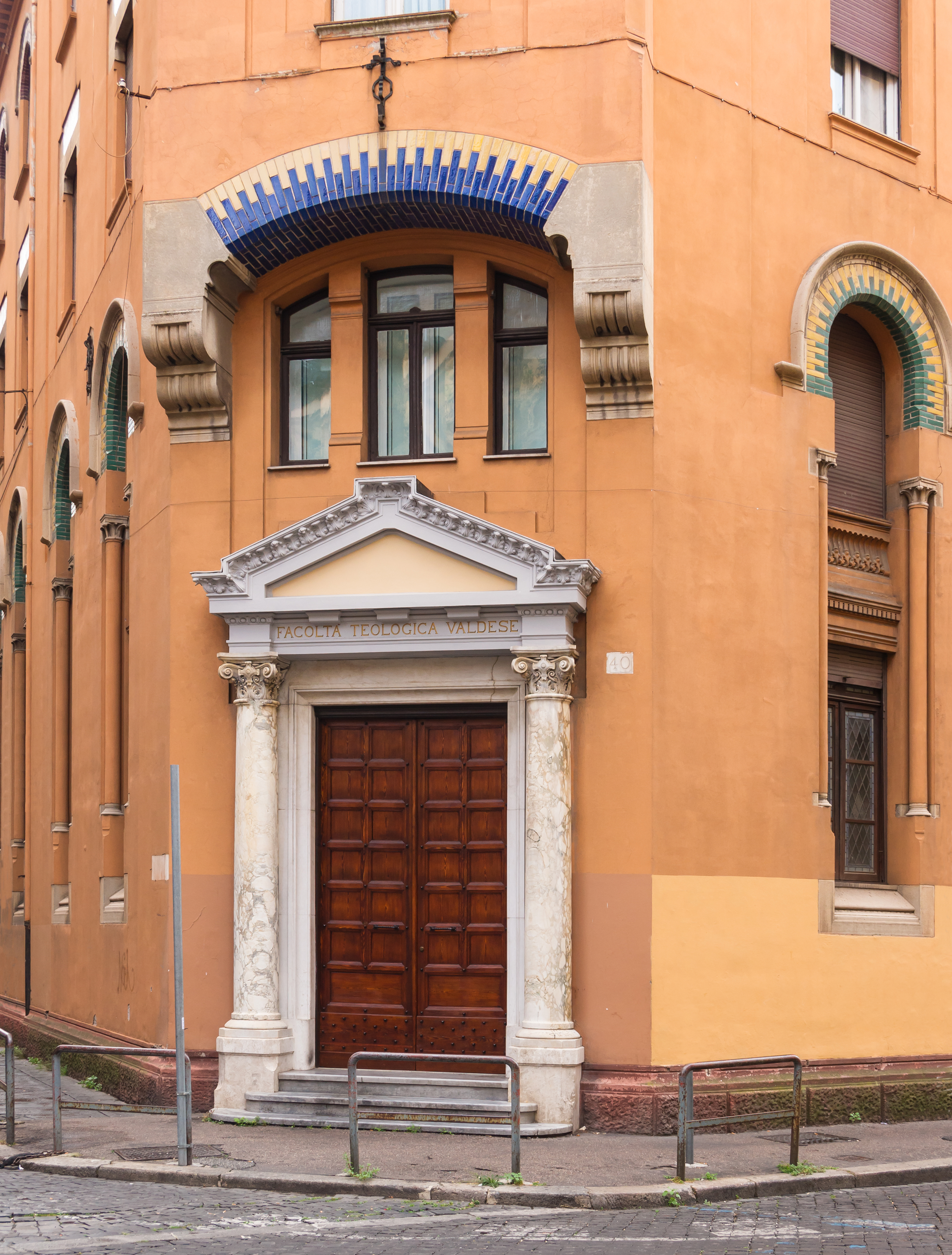
Facoltà valdese di teologia, Roma
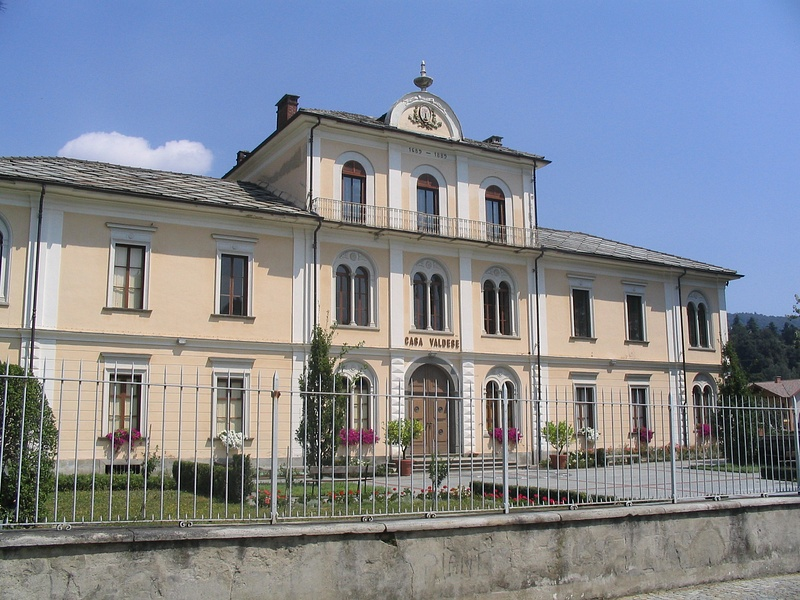
Casa Valdese a Torre Pellice, sede della Tavola Valdese (organo amministrativo della Chiesa)
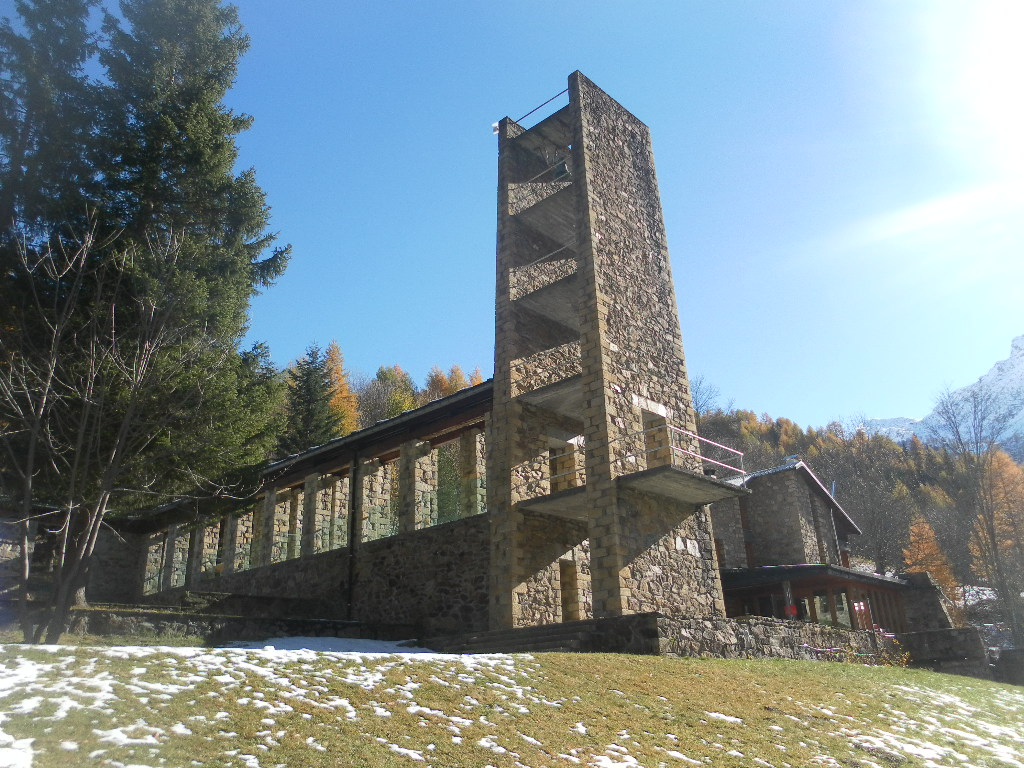
Centro ecumenico Agape a Prali